# Scorpions
Scorpions es una banda alemana de hard rock y heavy metal fundada en Hannover en 1965. A lo largo de sus más de cincuenta años de carrera, han publicado decenas de álbumes de estudio, sencillos, álbumes en directo, recopilaciones y DVD en vivo. Además, han recibido varios premios y condecoraciones, que los convierte en la banda de rock más exitosa de Alemania.
En sus inicios se denominaban The Nameless —los sin nombre, en español— luego cambiaron a The Scorpions, y posteriormente a finales de 1969 decidieron denominarse simplemente Scorpions. Su primera producción discográfica fue Lonesome Crow (1972), con Klaus Meine en la voz, Rudolf Schenker y Michael Schenker en las guitarras, Lothar Heimberg en el bajo y Wolfgang Dziony en la batería. Sin embargo, durante su gira promocional, Michael anunció su retiro de la banda para unirse a los británicos UFO, que provocó una breve ruptura en 1973. A mediados del mismo año, Rudolf y Klaus reformaron la banda con algunos integrantes de Dawn Road, entre ellos Uli Jon Roth y Francis Buchholz, con los cuales publicaron los álbumes Fly to the Rainbow (1974), In Trance (1975), Virgin Killer (1976) y Taken by Force (1977), con los que obtuvieron gran reconocimiento en Europa y Japón.
En 1978 lanzaron su primer disco en vivo, Tokyo Tapes, que fue el último con Roth ya que renunció al grupo para iniciar una carrera solista. Al año siguiente ingresó Matthias Jabs, con quien iniciaron el camino hacia el mercado estadounidense con Lovedrive, que contó además con la participación de Michael Schenker en tres de sus canciones. Durante los ochenta, con Animal Magnetism (1980), Blackout (1982), Love at First Sting (1984) y Savage Amusement (1988) obtuvieron un gran éxito comercial en gran parte del mundo, ubicándose en los primeros puestos de las listas musicales y logrando varios discos de oro y de platino.
Con la llegada de los años noventa publicaron Crazy World, que contenía el tema «Wind of Change», que se convertiría en un ícono de las revoluciones político-sociales que vivía el mundo por aquel entonces. En 1993 pusieron a la venta Face the Heat, el primer trabajo con el bajista Ralph Rieckermann que entró en reemplazo de Francis, que salió de la banda a mediados de 1992. En la última parte de la década publicaron Pure Instinct (1996) y Eye II Eye (1999), con James Kottak como nuevo baterista en reemplazo de Herman Rarebell, que demostraron un sonido renovado con toques más suaves y electrónicos —sobre todo en el último mencionado— y que trajo consigo una serie de críticas de la prensa especializada y de sus propios fanáticos.
Durante el primer decenio del nuevo milenio, publicaron el proyecto sinfónico Moment of Glory (2000) y el unplugged Acoustica (2001), que los volvió a posicionar en las listas musicales. Más tarde con Unbreakable (2004) y Humanity: Hour I (2007), que fueron los primeros con el bajista polaco Paweł Mąciwoda, retornaron en gran medida a su sonido clásico. En 2010 iniciaron su «gira de despedida» con lo que sería su último disco de estudio, Sting in the Tail, la que anunciaron en su sitio web como el inicio del final del camino y que los llevó a los cinco continentes durante los siguientes años. Sin embargo, en algunas entrevistas dadas en 2011 y 2012 informaron que continuarían con su carrera, enfocándose en la celebración de sus cincuenta años con el lanzamiento del nuevo álbum Return to Forever (2015).
Scorpions es reconocida como la banda de rock más importante y exitosa de Alemania y de Europa continental, cuyas ventas se estima que supera los 100 millones de álbumes en el mundo, de los cuales 10,5 millones han sido vendidos solo en los Estados Unidos. Aun así, en el 2011 la prensa especializada alemana estimó que las ventas del grupo alcanzaban los 160 millones de discos alrededor del mundo. Por otro lado, durante la presentación oficial de los premios Echo de 2009, se mencionó que habían dado, hasta ese entonces, más de 5000 conciertos en vivo en más de ochenta países. Además, hasta el 2015, sus álbumes habían sido certificados con más de treinta y cinco discos de platino y con más de cien discos de oro.

## Historia

### Inicios (1965-1970)

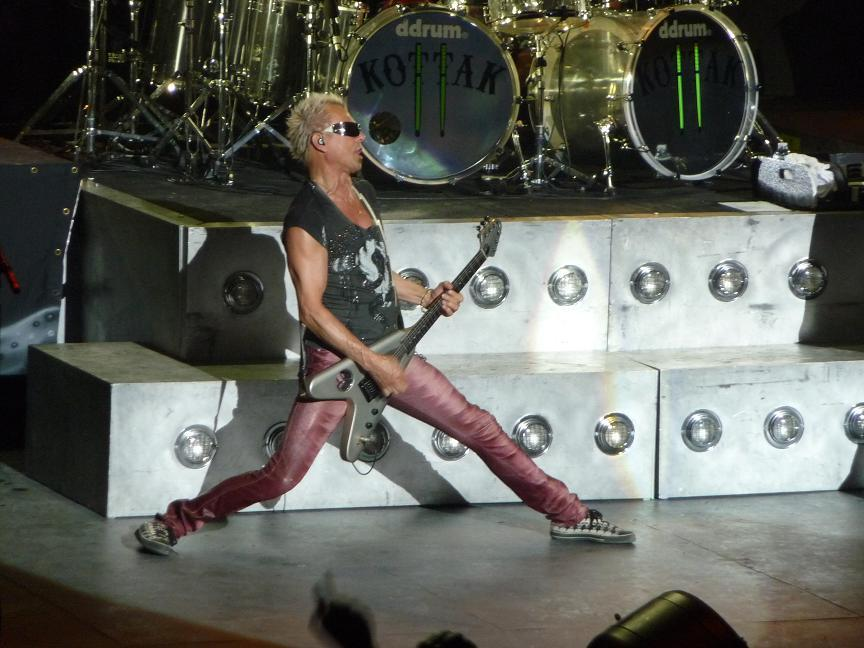
Rudolf Schenker, fundador de la banda

El guitarrista Rudolf Schenker y el baterista Wolfgang Dziony fundaron la banda en 1965 en Hannover y la denominaron Nameless —los sin nombre, en español— porque nunca lograron ponerse de acuerdo en escoger un apelativo. La primera alineación estaba integrada, además de Schenker y Dziony, por Joachim Kirchhoff (bajo) y Karl Heinz-Wollmer (guitarra líder). En 1966, se renombraron The Scorpions, ya que según Schenker era un nombre que podía reconocerse fácilmente a nivel nacional e internacional. Entre 1965 y 1967 dieron varios conciertos por el norte de la entonces Alemania Occidental, versionando a The Beatles y The Rolling Stones, entre otras agrupaciones de la llamada invasión británica, y abriendo los conciertos de The Lords, The Searchers y Dave Dee. Durante los dos primeros años Schenker fungió —además de guitarrista rítmico— como vocalista, hasta que a finales de 1967 ingresó Werner Hoyer. Seis meses después de su llegada, Heinz-Wollmer tuvo que cumplir con el servicio militar, así que por un tiempo cesaron sus actividades. Finalmente, en el otoño boreal de 1968 y con el nombre reducido al actual, Schenker y Dziony la reformaron con Ulrich Worobiec (guitarra líder), Lothar Heimberg (bajo) y Bernd Hegner (voz).
A finales de 1969, Worobiec y Hegner fueron despedidos y para reemplazarlos Schenker invitó a su hermano menor Michael (guitarra) y a Klaus Meine (voz), ambos de la banda The Copernicus, quienes ingresaron el 30 de diciembre de 1969. Al poco tiempo comenzaron a componer sus propias canciones y optaron por escribirlas en inglés, ya que era la única manera de hacerse conocidos fuera de su país. En 1970, algunas de ellas las grabaron con CCA Records para la banda sonora de la película alemana antidrogas Das Kalte Paradies, pero pesar de que el sello independiente estimó publicarlas en un disco, estas nunca salieron a la venta Desilusionados por lo anterior, buscaron otras opciones para poder lanzar su álbum debut y para ello, en el mismo año, participaron en un concurso de bandas en Hannover, cuyo premio era un contrato de grabación con Brain Records. A pesar de que consiguieron el primer lugar con buenas críticas del jurado, los descalificaron por tocar demasiado fuerte. Afortunadamente, cuatro semanas después, la banda que había logrado el primer puesto se había separado y por consiguiente les otorgaron el premio a ellos.

### Álbum debut y la reestructuración

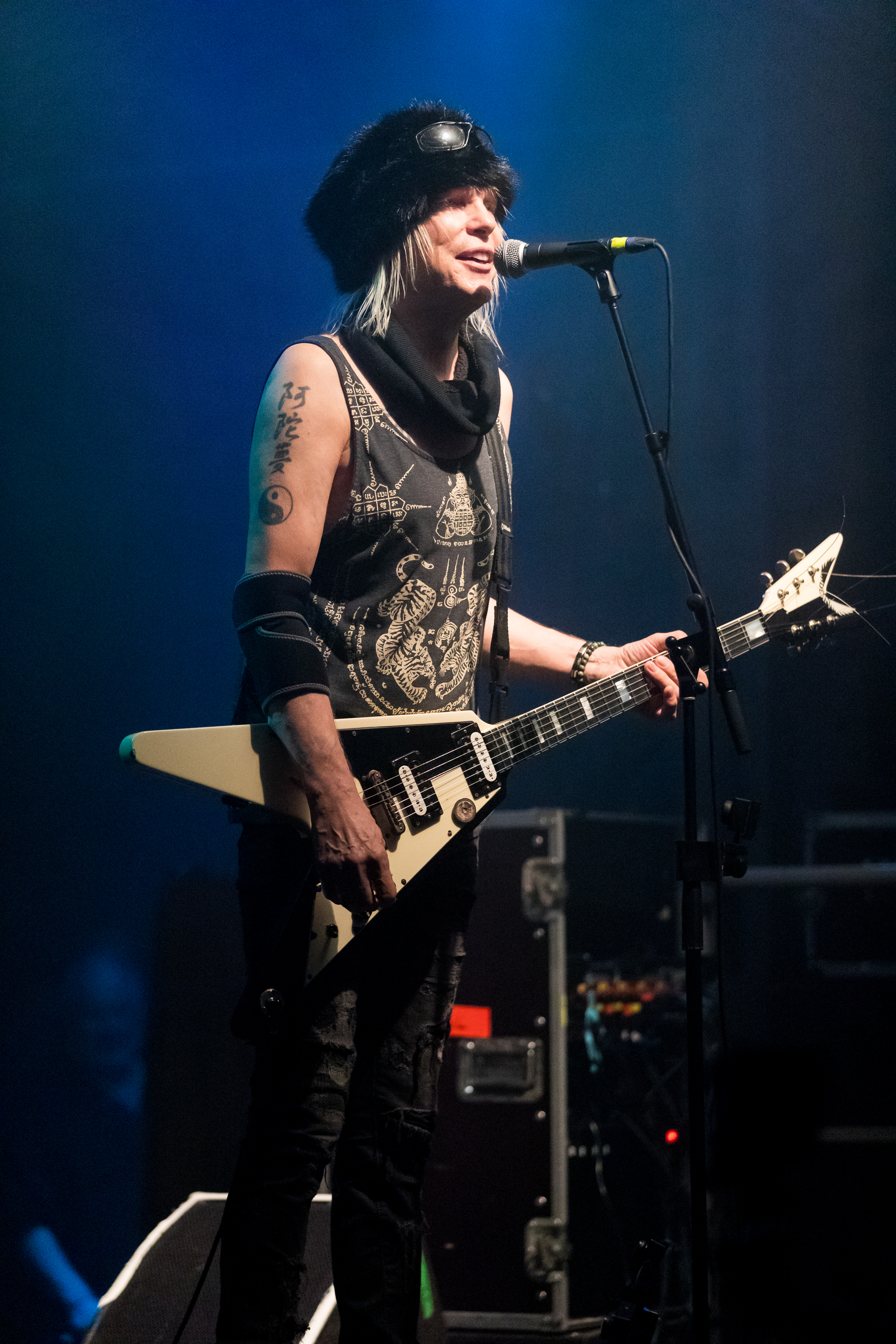
La salida de Michael Schenker provocó una reestructuración en Scorpions

Con el apoyo del sello Brain, en octubre de 1971 los músicos viajaron a Hamburgo para reunirse con el productor Konrad Plank. En tan solo una semana grabaron en los Star Studios su álbum debut Lonesome Crow, que salió a la venta el 9 de febrero de 1972. La crítica contemporánea lo consideró como «una mezcla de ritmo pesado de Black Sabbath y préstamos sicodélicos», e incluso, como «una mala combinación de Black Sabbath, Led Zeppelin y The Rolling Stones». La producción obtuvo una escasa recepción comercial según Meine, ya que una vez publicado vendió alrededor de 10 000 copias. No obstante, la gira de conciertos les permitió tocar por varias ciudades de Alemania Occidental, en ocasiones como teloneros de Uriah Heep y Rory Gallagher. A mitad de 1972, Dziony se retiró y para cubrir su puesto contrataron a Joe Wyman, que seis meses después lo sustituyó Werner Lohr.
En junio de 1973 los contrataron para abrir los conciertos de UFO, pero una vez que los británicos llegaron a Alemania, estos corrieron el riesgo de ser cancelados debido a que el guitarrista Bernie Marsden había olvidado su pasaporte. Luego de ver a Scorpions en vivo en Hamburgo, Phil Mogg —vocalista de UFO— invitó a Michael a tocar con ellos y, después de dos fechas, finalmente le ofreció el puesto de guitarrista líder. Luego de conversarlo con su hermano, Michael aceptó porque consideraba que al establecerse en el Reino Unido potenciaría aún más su carrera. Para poder realizar las fechas restantes de la gira, Schenker invitó a su amigo Uli Jon Roth, cuyo primer concierto con la banda aconteció el 29 de junio de 1973 en un festival en Vechta. Al poco tiempo Scorpions se separó y con ello perdió su contrato con Brain Records. Entusiasmado con trabajar con Roth, Schenker participó de los ensayos de su banda Dawn Road, integrada además por Francis Buchholz (bajo), Jürgen Rosenthal (batería) y Achim Kirschning (teclados), pero como no tenían a un vocalista, él les sugirió a Meine. A pesar de tener más músicos de Dawn Road que de Scorpions, optaron por seguir usando este último nombre porque ya tenía cierto reconocimiento en el país.

### El camino a la internacionalización

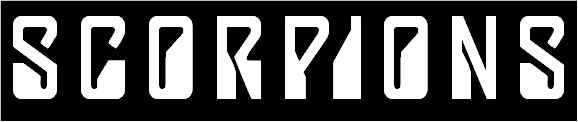
Logo de Scorpions desde 1975

En el transcurso de las presentaciones finales del Lonesome Crow Tour ocurridas entre febrero y abril de 1974, la banda firmó un contrato por cinco álbumes con RCA Records. La grabación de su segundo disco se llevó a cabo en Múnich con la ayuda del ingeniero de sonido Reinhold Mack y al principio Scorpions quedó a cargo de la producción. No obstante, como no tenía la experiencia suficiente, el sello contrató como coproductor a Frank Bornemann, vocalista de Eloy.
Fly to the Rainbow, publicado el 1 de noviembre de 1974, ha sido considerado como un álbum de hard rock pero con reminiscencias al estilo de su predecesor, e incluso, como un puente entre su sonido inicial y el que los hizo conocidos a nivel mundial. Este es el único trabajo de estudio grabado con el baterista Jürgen Rosenthal, ya que tuvo que retirarse para cumplir con el servicio militar; por consiguiente, contrataron a Dobbie Fechter. El 17 de agosto de 1974 comenzó la gira Fly to the Rainbow Tour, que les permitió tocar por primera vez fuera de su país natal, pues contó con presentaciones en Bélgica, Países Bajos, Francia y Luxemburgo, en ocasiones abriendo las presentaciones de Sweet, Alice Cooper y Manfred Mann. Fechter estuvo solo un par de meses en la agrupación, porque renunció para pasar más tiempo con su novia. Por ello, la gran mayoría de los conciertos restantes de 1975 las realizaron con el baterista belga Rudy Lenners.
En un concierto en Essen (Alemania) conocieron al productor Dieter Dierks, a quien le agradó como se ganaron al público y les vio potencial para convertirse en una gran banda. Hasta ese entonces, tenía una exitosa trayectoria trabajando con artistas de krautrock y rock progresivo, pero no con de hard rock. A pesar de aquello, Scorpions firmó un contrato con él para que produjera sus siguientes álbumes. Conocido popularmente como el «sexto integrante» de la agrupación, Dierks ayudó a potenciar la carrera de la banda, en una extensa relación de trabajo que duró hasta 1988. Con algunas sugerencias del productor, como acortar la duración de las canciones y eliminar las influencias del rock psicodélico, el 17 de septiembre de 1975 salió a la venta In Trance. Su tercera producción presentó el característico logotipo, como también la primera portada que generó polémica en algunos mercados. De acuerdo con Eduardo Rivadavia, de Ultimate Classic Rock, el álbum ayudó a establecer «la combinación característica de hard rock y heavy metal que llegó a definir el sonido de Scorpions». Gracias al nuevo enfoque de Dierks, que buscaba potenciarlos en los mercados internacionales, In Trance logró ser el disco del sello RCA más vendido en ese año en Japón. Su respectiva gira promocional denominada In Trance Tour (1975-1976) contó con fechas por varias ciudades alemanas, como también les permitió tocar por primera vez en el Reino Unido, Dinamarca, Suecia y Suiza, mientras que en algunas presentaciones entre mayo y junio de 1976 acompañaron a Kiss en su primera gira por Europa.

### Virgin Killery el éxito en Japón

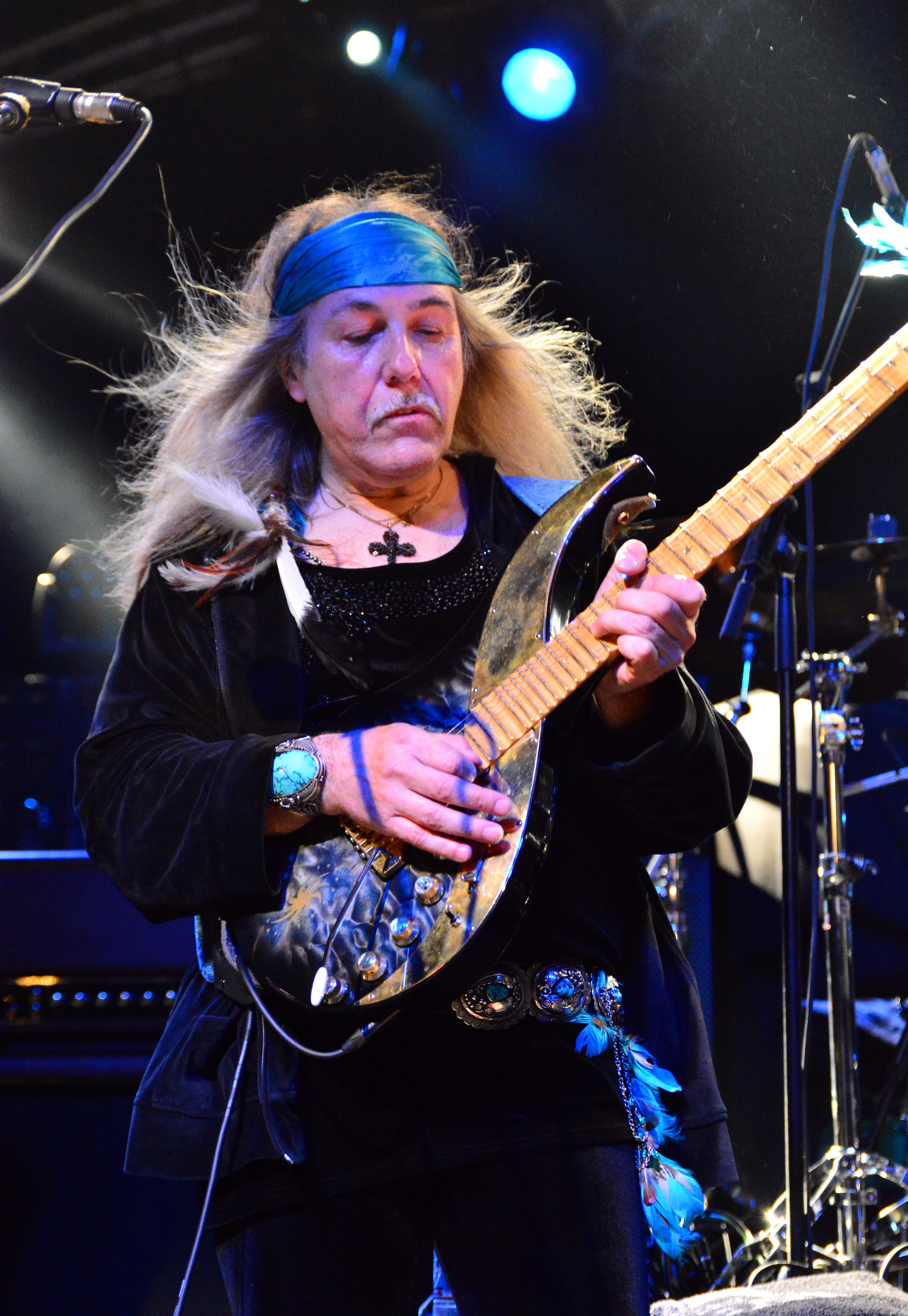
Uli Jon Roth, guitarrista líder entre 1973 y 1978

El 9 de octubre de 1976 publicaron Virgin Killer, que consolidó su «(...) sonido metálico que se convertiría en una gran influencia» según Jason Anderson, de AllMusic. A su vez, Steve Huey, del mismo sitio web, lo citó junto a Rising de Rainbow y Sad Wings of Destiny de Judas Priest como álbumes emblemáticos para la remodelación del heavy metal en ese año. La cuarta producción recibió una positiva atención en Japón, ya que alcanzó el puesto 32 en la lista nacional y la Recording Industry Association of Japan (RIAJ) le confirió un disco de oro en representación a 100 000 copias vendidas, solo una semana después de su lanzamiento. Virgin Killer generó una controversia en varios países debido a su polémica portada, ya que en ella aparece una niña desnuda con un efecto de vidrio quebrado en su pubis. Sumado al erróneo significado que le dio la prensa a la letra de la canción homónima, la portada se censuró en varios lugares y en determinados mercados la sustituyeron por una fotografía de la banda.
Una semana antes del lanzamiento oficial del álbum iniciaron el Virgin Killer Tour, que desde octubre de 1976 hasta mayo de 1977, dieron setenta presentaciones por siete países europeos, entre ellos Escocia. Una vez terminada, el baterista Rudy Lenners tuvo que renunciar por problemas cardiacos, así que para cubrir su puesto contrataron al alemán Herman Rarebell, que ingresó oficialmente a la banda el 17 de mayo de 1977. El 4 de diciembre del mismo año salió al mercado Taken by Force, que mantuvo la popularidad de la banda en Japón, porque en solo cuestión de días la RIAJ lo certificó de disco de oro. A diferencia de los trabajos predecesores, durante su grabación Roth no puso todo su entusiasmo, porque para ese entonces ya estaba decidido en dejar la banda para iniciar una carrera solista. A pesar de que al guitarrista no le gustó algunos elementos del disco, como la letra de su único sencillo «He's a Woman She's a Man», Taken by Force recibió positivas reseñas de los críticos; por ejemplo, Billboard lo llamó «otro [álbum] ganador» y Joe Divita, de la página web Loudwire, lo nombró el mejor disco de 1977, en la lista de los mejores álbumes de metal de cada año desde 1970.
El 14 de octubre, casi dos meses antes del lanzamiento del disco, iniciaron el Taken by Force Tour con presentaciones en su país y en Francia durante el resto de 1977. Debido al éxito en Japón, a finales de abril de 1978 la banda realizó su primera gira por ese país, con tres presentaciones en Tokio, una en Nagoya y otra en Osaka. Al principio, Roth no estaba entusiasmado de realizarlas, pero una vez que confirmaron la grabación de la primera producción en vivo, Meine lo convenció de participar en el disco para, en cierto modo, celebrar el «fin de una era». Registrado en dos de los espectáculos dados en el salón del hotel Nakano Sun Plaza de la capital japonesa, Tokyo Tapes entró en las listas musicales de Alemania, Francia, Japón y Suecia. Además, recibió reseñas favorables por parte de la prensa británica y estadounidense de la época.

### Lovedrivey la llegada al mercado estadounidense

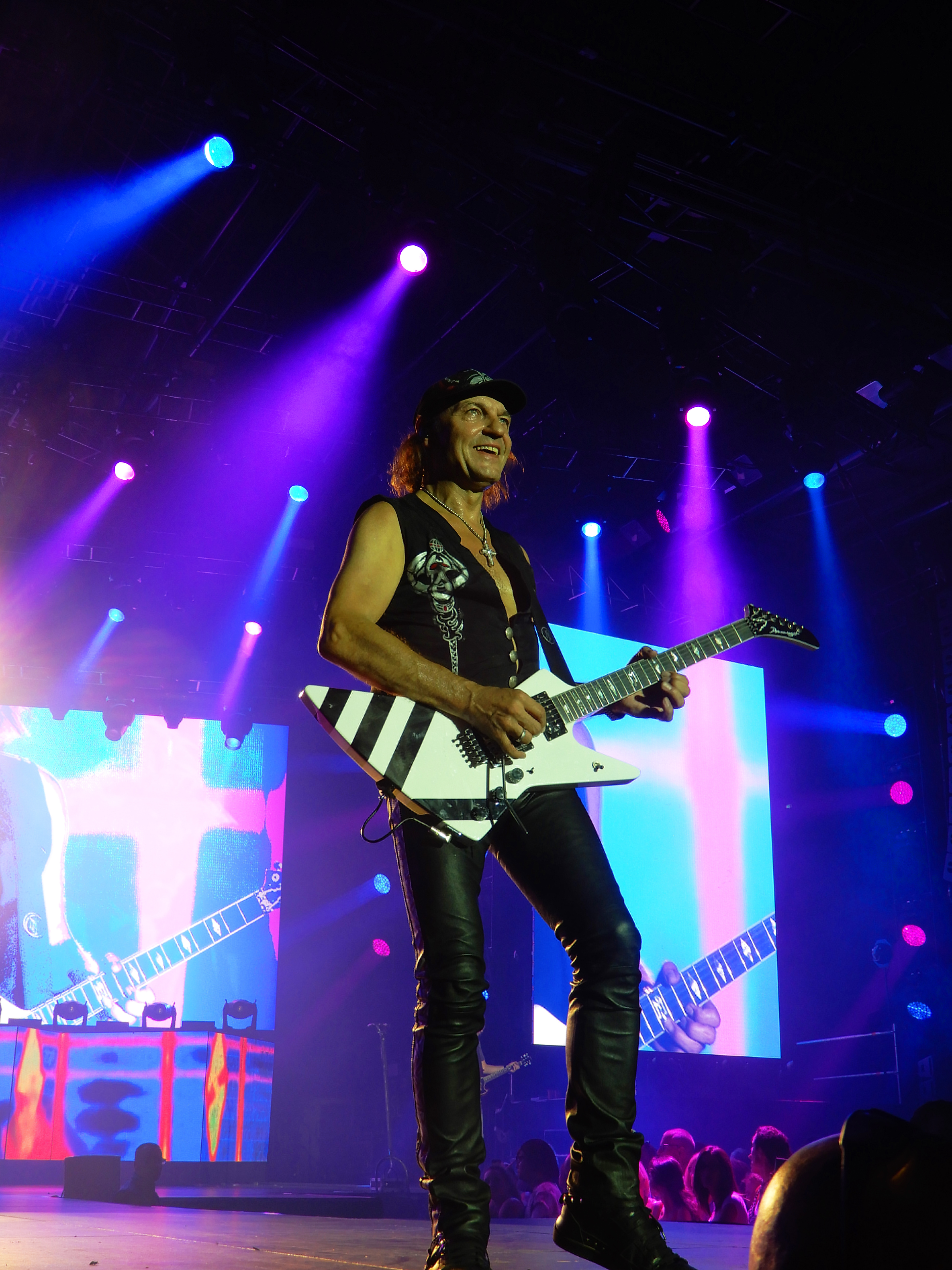
Matthias Jabs ingresó a Scorpions después de la renuncia de Uli Jon Roth en 1978

Uli Jon Roth renunció después de los conciertos en Japón, lo que significó cancelar la eventual primera gira por los Estados Unidos. Para contratar a un nuevo guitarrista pusieron un anuncio en la revista británica Melody Maker, pero ninguno de los 140 aspirantes los convenció. Por esa razón, Buchholz sugirió al alemán Matthias Jabs, que luego de una audición realizada por Schenker, ingresó como guitarrista líder en junio de 1978. Por entonces, la relación de trabajo entre la banda y RCA Records estaba en un punto de no retorno, pues el desinterés del sello para ponerlos en el mercado estadounidense y la poca promoción que tuvo Tokyo Tapes, derivó que Scorpions no renovara su contrato con la compañía. Por ese motivo, Dierks, a través de su empresa Breeze Music, les consiguió un acuerdo con Mercury y Harvest/EMI Records, además de un contrato con la agencia Leber & Krebs para poder presentarse en vivo en los Estados Unidos.
En el segundo semestre de ese año, Scorpions grabó su sexto álbum de estudio Lovedrive, que salió al mercado el 25 de febrero de 1979 por medio de Harvest/EMI para Europa y Mercury para los Estados Unidos. Para su grabación contaron con la presencia de Michael Schenker, quien tocó los solos de guitarra en «Loving You Sunday Morning», «Another Piece of Meat», «Lovedrive» y en la instrumental «Coast to Coast». A pesar de que existe una diferencia de opinión entre Michael y el resto de la banda sobre su real contribución, Lovedrive marcó un gran avance comercial para Scorpions; sobre todo en los Estados Unidos y el Reino Unido, pues debutó en las listas Billboard 200 y UK Albums Chart en los puestos 55 y 36, respectivamente. Por su parte, recibió excelentes reseñas por parte de la crítica especializada, hasta el punto que es considerada como una de las mejores producciones de heavy metal y hard rock.
Durante la primera parte europea de la gira Lovedrive Tour, Michael fungió como guitarrista líder, pero la banda optó por despedirlo debido a su poco compromiso; aunque el guitarrista afirmó que él renunció para seguir su carrera con su propia agrupación. Con Matthias como miembro permanente, la gira les permitió tocar por primera vez en los Estados Unidos, primero como teloneros de Ted Nugent (entre julio y agosto) y después con Sammy Hagar y Pat Travers (entre noviembre y diciembre). Sus conciertos fueron tan bien evaluados por Mercury y la agencia Leber & Krebs, que los obligaron a grabar un nuevo álbum lo antes posible, porque esta última ya los tenía considerado para una nueva gira durante el verano boreal de 1980.
Grabado en tres meses en la sala dos de los Dierks Studios, Animal Magnetism salió al mercado el 31 de marzo de 1980. Con una mayor participación de Rarebell en el proceso de composición, el álbum presentó dos elementos nuevos en la música de Scorpions: el talk box en el tema «The Zoo» y el arreglo orquestal en la power ballad «Lady Starlight». Con más de cien presentaciones, la gira promocional estuvo enfocada en Europa y Norteamérica. Las fechas por Norteamérica durante finales de mayo hasta los primeros días de agosto de 1980, en los que abrieron los conciertos de Ted Nugent nuevamente y compartieron escenario con Judas Priest y Def Leppard, ayudaron a la banda a posicionarse en los mercados estadounidense y canadiense.

### La pérdida de voz de Klaus Meine yBlackout

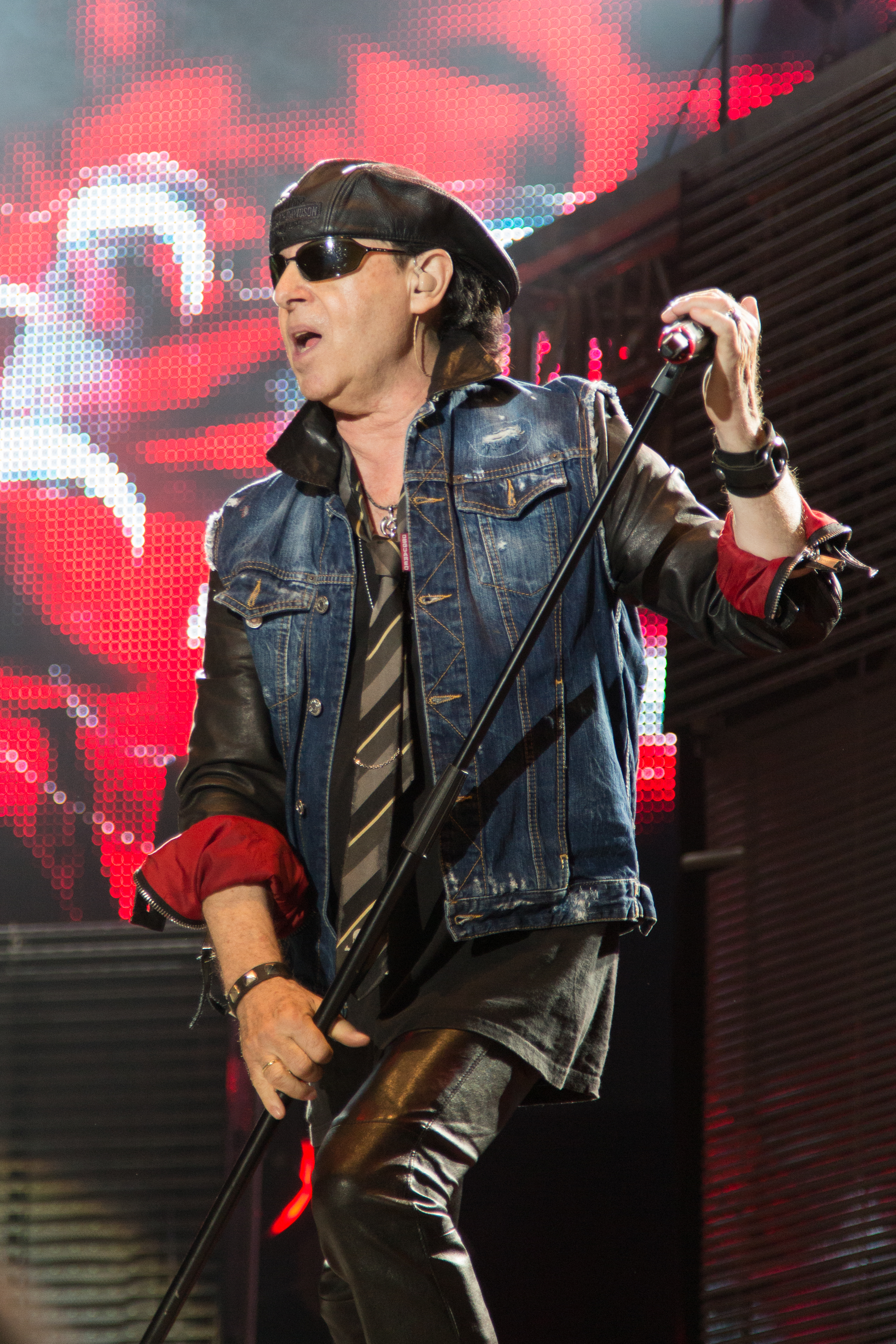
Klaus Meine estuvo a punto de renunciar en 1981, luego de un problema con su voz que casi acaba con su carrera

A principios de 1981, mientras se encontraban en Grasse (Francia) trabajando en su nueva producción, Klaus Meine comenzó a tener problemas con su voz; no podía alcanzar los tonos altos ni mantener su registro y con el paso de los días la situación empeoró hasta el punto que ya no podía hablar. Aunque en primera instancia se sometió a una operación, en mayo de 1981 le encontraron nódulos en sus cuerdas vocales. Aun cuando pensó en renunciar a Scorpions, sus compañeros lo motivaron para que buscara a otros especialistas y así encontró a un médico experto en cantantes en Viena (Austria). Después de una segunda operación y un largo reentrenamiento, el vocalista salió triunfante del problema. Por su parte, los demás músicos aprovecharon de tomar vacaciones y volvieron a reunirse en septiembre o en octubre en los estudios Dierks para iniciar la grabación de Blackout. Como Meine aun no estaba en condiciones, el productor Dieter Dierks le pidió ayuda a Don Dokken para que cantara los tonos altos de los coros en determinadas canciones. No obstante, a finales de 1981, Meine —con su voz recuperada— grabó todas las partes vocales, por lo que el estadounidense señaló que es difícil saber si su voz quedó en la grabación o no.
Publicado el 29 de marzo de 1982, Blackout recibió reseñas positivas por parte de la prensa especializada, pues es considerado como uno de los mejores álbumes de la banda y también del hard rock y heavy metal, en general. A su vez, el disco los consolidó como un referente en los principales mercados mundiales, particularmente en los Estados Unidos, donde estableció importantes datos estadísticos: fue su primer álbum en entrar entre los diez más vendidos en la lista Billboard 200; el primero de su carrera en recibir un disco de oro por parte de la Recording Industry Association of America (RIAA) y, luego de conseguir el disco de platino en 1984, se estimó que fue el primer artista alemán en lograrlo, desde que se instauraron esas certificaciones en 1976. Situación similar ocurrió con el principal sencillo, «No One Like You», porque llegó al primer lugar en el Mainstream Rock Tracks de la revista Billboard —la primera y única canción de Scorpions en lograr esa hazaña—, mientras que fue el primero de su carrera en entrar en el Billboard Hot 100, al alcanzar el puesto 65 el 17 de julio de 1982.
La positiva repercusión comercial que obtuvo Blackout, ayudó a revitalizar las ventas de las anteriores producciones de la banda: Tokyo Tapes (1978), Lovedrive (1979) y Animal Magnetism (1980). Este éxito también se replicó en la respectiva gira de conciertos, ya que Billboard señaló que hubo varios conciertos en donde se vendieron todas las entradas, en especial en los países europeos como España, Italia, Reino Unido, Alemania, pero sobre todo en Francia. En este último, la banda rompió algunos registros de asistencia de público, especialmente en Nantes y en el recinto Hippodrome de Pantin de París. En total, se estima que la gira convocó a 1,5 millones de personas.

### Problemas internos y el éxito deLove at First Sting

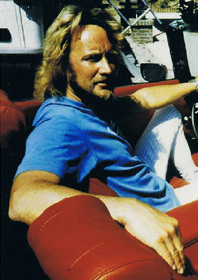
Durante la grabación de Love at First Sting, aparecieron los primeros problemas que derivaron en el fin de la relación de la banda con el alemán Dieter Dierks. En la imagen, el productor a mediados de los años ochenta

Tras el éxito conseguido con Blackout, Buchholz —en representación de los músicos— renegoció el contrato con Breeze Music, otorgándole más derechos a la banda. Por aquel entonces, la relación de Scorpions con el productor mostraba los primeros signos de desgaste. Si bien la historia es confusa, lo cierto es que había críticas al desempeño del bajista. Buchholz se defendió afirmando que, como él tuvo una participación directa en la renegociación, Dierks quería reemplazarlo a él y a Rarebell con músicos contratados, a modo de venganza. En abril de 1983, cuando la banda se disponía a grabar un nuevo disco en Estocolmo (Suecia), Jimmy Bain viajó con la banda en lugar de Buchholz. Estando en la capital sueca, Rarebell pidió dos semanas de descanso porque estaba «muy enfermo»; sin embargo, años más tarde confirmó que en realidad pasó ese tiempo en una clínica de rehabilitación para tratar su alcoholismo. Para cubrir su puesto, «a espaldas suyas» según él, Schenker invitó al baterista Bobby Rondinelli. Con Bain y Rondinelli, la banda grabó en un par de días todas las pistas del futuro álbum. Mientras se encontraban en Suecia, la banda recibió la oferta de presentarse en el US Festival en San Bernardino, Estados Unidos. Esto los obligó a replantear las disputas internas, reconocer responsabilidades y retomar confianzas, así que luego del quiebre ocurrido en abril, los cinco músicos de la banda volvieron a juntarse en California para dar las cinco presentaciones que en total fueron agendadas para mayo de 1983.
Al final, ninguna de las pistas registradas en Estocolmo se ocupó en el álbum, ya que Scorpions regrabó todo el material en los estudios Dierks de Hannover. De hecho, a finales de 1983, Buchholz y Rarebell regrabaron las partes de bajo y batería respectivamente, sin la compañía de los demás músicos y guiados solo por una pista de guitarras y voces. Publicado el 27 de marzo de 1984, Love at First Sting posee «un lado más comercial», pues con el fin de tener un mayor airplay, Breeze Music les señaló que debían escribir «canciones amigables con la radio». Esto significó que álbum se convirtiera en uno de los más exitosos del grupo, pues para finales de abril de 1985 había logrado certificaciones de doble platino en Estados Unidos, platino en Canadá y Francia, y oro en Alemania, Japón y Suiza. Inclusive, Billboard señaló que entre 1984 y 1985 finalmente Scorpions logró el éxito en su propio país después de años de carrera, debido a las certificaciones de este álbum y de Lovedrive, ocurrida en 1984. Aunado a ello, el disco posee algunas de sus canciones más populares, como «Rock You Like a Hurricane» y «Still Loving You». Este último, tuvo una gran repercusión en Francia, ya que estuvo tres semanas en el primer lugar de la lista musical local y antes de terminar el año la Syndicat National de l'Édition Phonographique (SNEP) lo certificó de disco de platino, por vender más de un millón de copias.
Para difundir el álbum, el 23 de marzo de 1984 en Birmingham (Reino Unido) comenzó el Love at First Sting Tour. Con decenas de conciertos por Europa, Norteamérica y Japón, solo en las presentaciones de ese año reunió a 2,2 millones de personas, según The Washington Post. A modo de aprovechar el éxito comercial de la banda, en ese mismo año RCA relanzó el compilado The Best of Scorpions —editado primeramente en 1979— y sacó al mercado The Best of Scorpions Vol.2. Por su parte, Harvest/EMI editó en Europa Gold Ballads, un disco compuesto por cinco power ballads.
Editado tanto en formato de audio como en video, el álbum en vivo World Wide Live (1985) reúne diecinueve canciones en directo tomadas de algunas de las presentaciones de la gira. Logró buenas posiciones en las listas musicales de Europa, incluso, alcanzó el puesto 8 en el European Top 100 Albums de la aquel entonces revista Eurotipsheet. En cambio, en los Estados Unidos consiguió la posición 14 en la lista de álbumes de Billboard. Con varias certificaciones de oro y platino, en agosto de 1986 se estimó que las ventas musicales de World Wide Live bordeaban los cinco millones de copias.

### Savage Amusementy el término de la relación laboral con Dierks

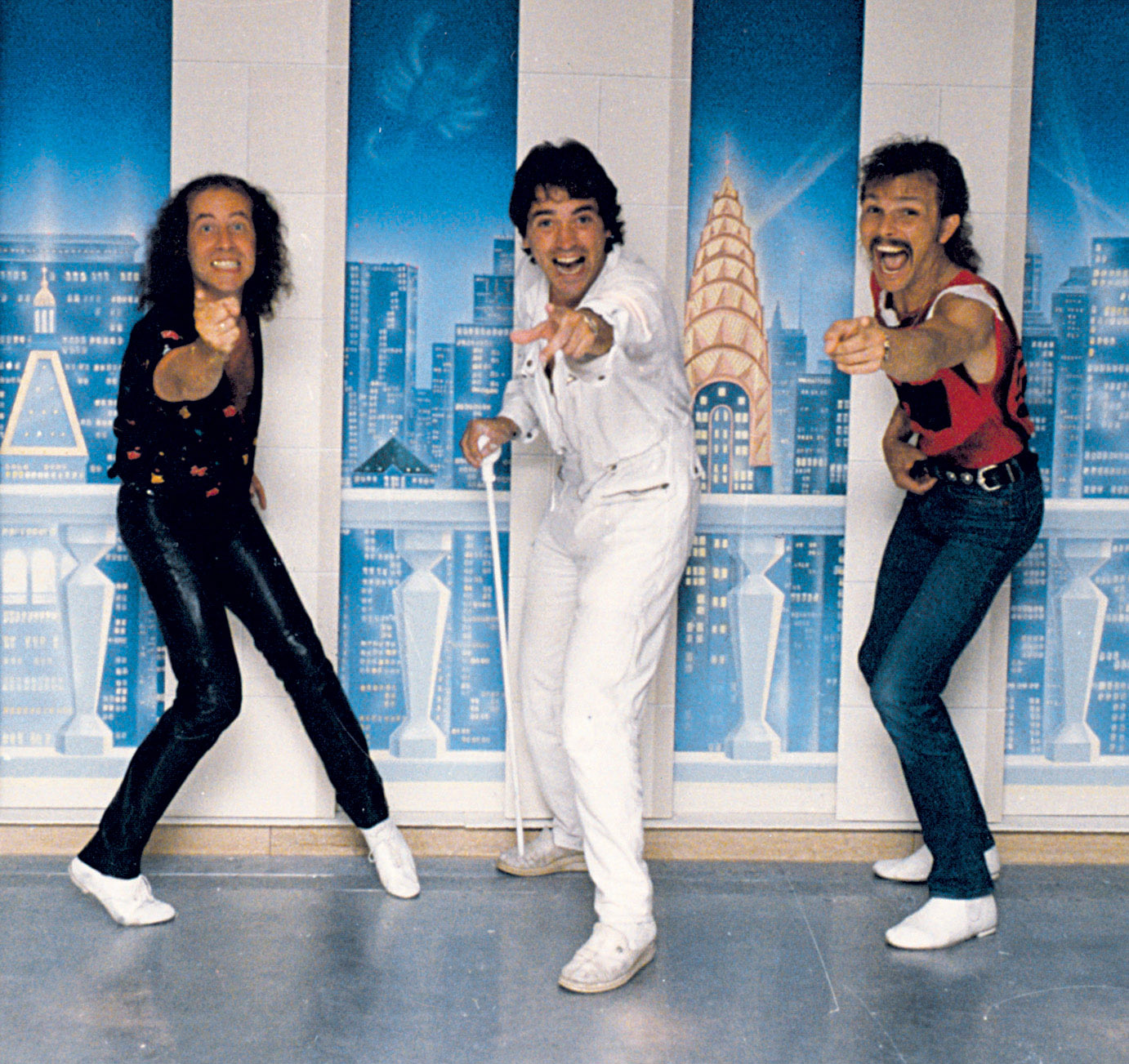
Klaus y Rudolf junto con el artista alemán Rainer María Latzke en 1988

Luego del éxito comercial de Love at First Sting, los músicos comentaron que hubo una enorme presión por hacer un disco similar. Después del término del Love at First Sting Tour en septiembre de 1986, la banda regresó a Alemania para iniciar la grabación de un nuevo álbum, conscientes de que la relación con el productor estaba pasando por un severo quiebre. Para la segunda parte de los ochenta el paradigma musical había cambiado y ahora el glam metal era el fenómeno del momento. Así que por petición de PolyGram, la banda tuvo que adoptar parte de la estética sonora y visual de ese subgénero con el propósito de igualar la popularidad y las ventas de las bandas más recientes, teniendo como referencia a Geffen Records con Aerosmith, quienes hicieron lo mismo en 1987. No obstante, la banda rechazó el aspecto visual pomposo de artistas como Poison, por lo que la compañía optó por modificarles solo el vestuario. Si bien uno de los altos mandos de la empresa señaló que más o menos fue una imposición, la banda también quería seguir la corriente para mantenerse vigente en el mercado estadounidense, aunque erróneamente la gente terminó asociándola al glam metal, cuando en realidad no era parte de ese movimiento en absoluto.
Para 1987 el álbum Hysteria de Def Leppard había repercutido la industria por su avanzada tecnología de producción, así que muchos productores querían replicar ese sonido. Dierks era uno de ellos, así que impuso añadir ese tipo de producción durante la grabación del futuro disco, lo que generó una discusión con los músicos, quienes no estaban de acuerdo. En definitiva, como resultado de un proceso de grabación considerado por la banda como una «dictadura» liderada por el productor, el 16 de abril de 1988 se publicó Savage Amusement. el último con Dierks, ya que luego de su lanzamiento la banda no renovó su contrato con él. Aunque recibió reseñas favorables por parte de la prensa de la época, en retrospectiva se ha considerado un álbum deficiente en comparación con Blackout (1982) y Love at First Sting (1984), además de sobreproducido y con composiciones «llenas de clichés y música forzada». A pesar de aquello, Savage Amusement consiguió el puesto 5 en el Billboard 200 estadounidense e ingresó entre los diez mejores en algunas listas europeas; por ejemplo, en Finlandia llegó al número uno.
Durante la respectiva gira de conciertos Scorpions visitó por primera vez la Unión Soviética. Si bien las presentaciones en ese país consistían en cinco en Moscú y otras cinco en Leningrado, las autoridades locales prohibieron las primeras ante el miedo de que la euforia de los jóvenes provocara disturbios, así que, a modo de compensación, dichas presentaciones las añadieron a las ya contempladas en Leningrado. Tras ello, la banda fue parte del cartel del festival Monsters of Rock '88 por los Estados Unidos, en donde compartieron con Kingdom Come, Metallica, Dokken y Van Halen. En agosto de 1988, antes de iniciar el segundo tramo por Norteamérica, Scorpions terminó el contrato con el mánager David Krebs y firmó para la empresa de Doc McGhee. En 1989, la gira continuó con espectáculos únicamente por Europa y terminó el 13 de agosto en el festival Moscow Music Peace Festival de Moscú.

### Crazy Worldy la salida de Francis Buchholz

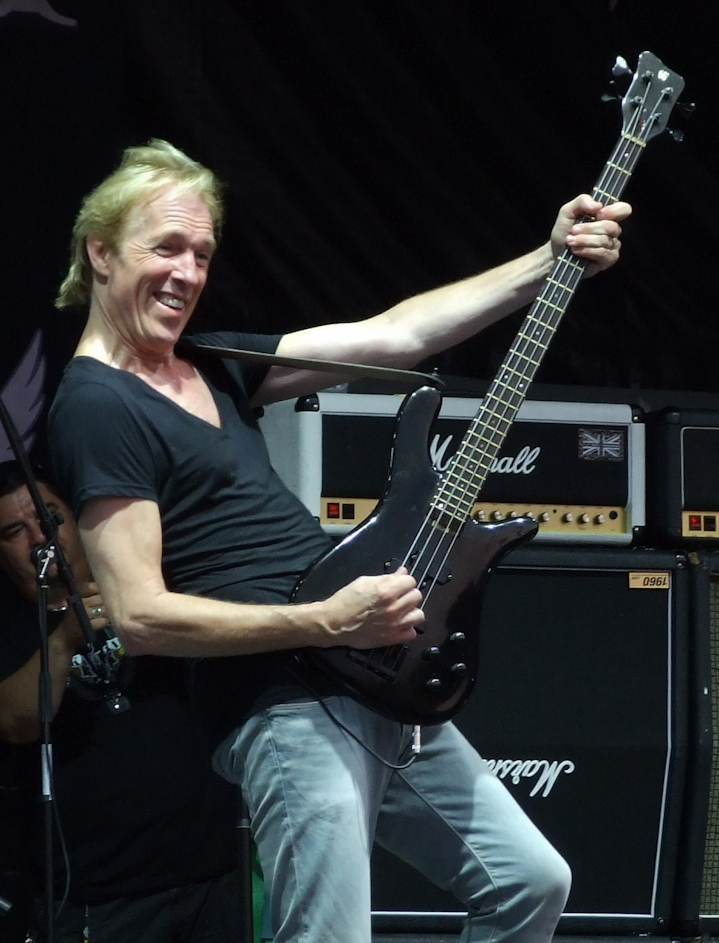
El bajista Francis Buchholz dejó la banda en 1992.

Para finales de 1989 la banda había decidido grabar otro álbum, así que por intermedio de la oficina de PolyGram en Nueva York conocieron al productor Keith Olsen. Grabado en 1990 en los estudios Goodnight LA de Los Ángeles y Wisseloord de Hilversum, el 6 de noviembre del mismo año salió al mercado Crazy World. Con canciones «más pesadas y menos glamorosas» que las de Savage Amusement, Crazy World logró ser un gran éxito mundial, ya que fue uno de los seis álbumes de PolyGram en superar los tres millones de copias vendidas en 1991; para octubre de 1993, ya sobrepasaba los siete millones. Uno de los sencillos del disco, «Wind of Change», se asoció con los eventos políticos y sociales que ocurrían y ocurrieron en Europa, como la caída del muro de Berlín y la reunificación alemana. Considerado el «himno de la revolución pacífica», «Wind of Change» logró un gran éxito comercial, ya que se estima que ingresó en las listas de 78 países —en más de una docena logró el primer puesto— y hasta octubre de 1991 había vendido alrededor de 2,5 millones de copias. Para septiembre de 2015 se estimó que ya bordeaba los 15 millones, lo que lo convierte en uno de los sencillos más vendidos del mundo.
Para promocionar el álbum, el 23 de noviembre de 1990 inició el Crazy World Tour, que le permitió a la banda tocar por varios países europeos, Estados Unidos, Canadá y Japón. En medio de la gira, Scorpions participó del espectáculo The Wall - Live in Berlin de Roger Waters, interpretando la canción de apertura «In the Flesh?». Para sacar provecho de la popularidad de Scorpions, sus antiguos sellos discográficos, RCA Records y EMI Records, lanzaron al mercado los recopilatorios Hot & Slow: The Best of the Ballads en 1991 y Still Loving You en 1992. Este último fue el más exitoso, pues recibió certificaciones de oro y platino en diversos países.
Si bien la agrupación estaba viviendo uno de los períodos comerciales más importantes de su carrera, la relación interna sufría un severo quiebre que significó la salida de Francis Buchholz, quien, además de ser el bajista, era el responsable de los negocios de la banda y tenía una estrecha relación con el equipo del management. Por entonces, los músicos descubrieron irregularidades con el manejo del dinero, en especial con el representante ante la autoridad alemana fiscalizadora de impuestos, que derivó en una evasión que variaba entre 1 y 9 millones de marcos alemanes. Sin embargo, la situación empeoró cuando se percataron de que un dinero invertido en Liechtenstein había desaparecido; los responsables de esa cuenta bancaria eran Buchholz y el contador por entonces. Después de llegar a un acuerdo con el resto de los músicos, Buchholz dejó la banda en 1992; aunque Billboard informó la noticia en junio, no se hizo público la razón de su salida. A pesar de que el caso estuvo bajo una investigación judicial por más de quince años, esta no arrojó culpabilidad alguna ni se supo que pasó con el dinero.

### Face the Heaty la renuncia de Herman Rarebell

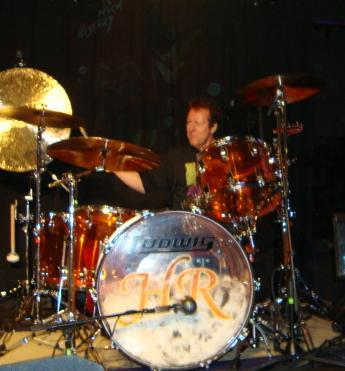
El baterista Herman Rarebell renunció a Scorpions en 1995.

El 21 de septiembre de 1993 Scorpions publicó Face the Heat, la primera producción con el bajista alemán Ralph Rieckermann, quien ingresó a finales de 1992 en reemplazo de Buchholz. Para entonces, las bandas de rock alternativo tenían la atención de la industria, así que la banda decidió componer canciones más pesadas y menos comerciales que las de Crazy World, arriesgándose a que fuera un fracaso. Aun así, según Rarebell, Face the Heat vendió en un año más de 1,8 millones de copias. El Face the Heat Tour fue más acotada que las giras anteriores, sobre todo en los Estados Unidos, debido a la baja popularidad que sufrían las bandas de hard rock y heavy metal en ese mercado ante el auge del grunge. No obstante, esta les permitió tocar por primera vez en Latinoamérica, con presentaciones en Argentina, Brasil, Chile, México y Venezuela, entre finales de marzo y los primeros días de abril de 1994. De acuerdo con el crítico Martin Popoff, Face the Heat da término a la «era dorada de la banda»; entre los motivos citados estaba «el fin de la formación clásica» luego de la salida Buchholz y el nulo interés de componer de Rarebell.
En abril de 1993, PolyGram decidió transferir a todos los artistas de Mercury Records —incluido Scorpions— a la división europea de la empresa, Phonogram. Uno de los pocos trabajos con ese sello fue el sencillo «White Dove» de 1994, publicado con la colaboración de UNICEF para reunir fondos para los refugiados de la guerra civil en Ruanda. Por su parte, solo por «compromisos contractuales», Mercury publicó en 1995 el álbum en vivo Live Bites. Por ese entonces, la banda llegó a un acuerdo con Warner Music International, lo que significó que sus futuros álbumes serían editados por East West Records, además dejó la compañía del mánager Doc McGhee para firmar con Management & Hard to Handle Management, de Stewart Young y Steve Barnett. Una vez hechos los nuevos acuerdos corporativos, los músicos se dispusieron a grabar un nuevo álbum, pero antes de iniciar la grabación, Rarebell renunció porque no le agradó la dirección musical de las nuevas canciones presentadas por Meine.

### Experimentación en el sonido:Pure InstinctyEye II Eye

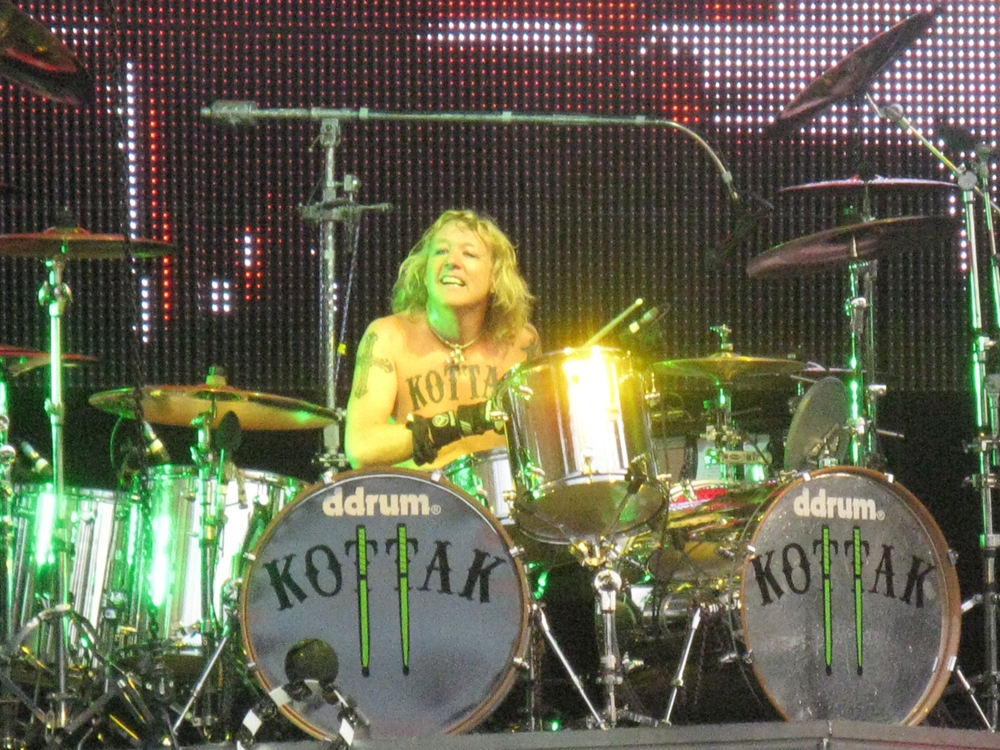
El baterista James Kottak debutó en Scorpions el 5 de junio de 1996.

Después de la salida de Rarebell, la banda contó con la participación del baterista de sesión Curt Cress para la grabación de Pure Instinct. Publicado el 3 de mayo de 1996 en Europa, el álbum presenta un enfoque musical diferente, ejemplificado mayormente en power ballads con bastante melodía, experimentación y tintineos de guitarra acústica, como una respuesta para mantenerse vigente frente a la popularidad del rock alternativo. Esta nueva dirección recibió críticas mixtas por parte de la prensa especializada; algunos reseñadores notaron la ausencia de heavy metal y la presencia deficiente de hard rock, mientras que otros destacaron la madurez de las composiciones. A pesar de que solo llegó hasta el puesto 99 en la lista Billboard de los Estados Unidos, el éxito del disco recayó principalmente en Europa y Asia, ya que antes de finalizar el año había conseguido certificaciones de oro en Alemania, Corea del Sur, Finlandia, Francia, Portugal y Singapur, de platino en Indonesia y Tailandia, y quíntuple disco de platino en Malasia. Antes de dar inicio el Pure Instinct Tour la banda contrató al exbaterista de Kingdom Come James Kottak, cuyo debut ocurrió en el primer espectáculo de la gira, el 5 de junio de 1996 en El Paso (Texas).
Durante los dos siguientes años, los antiguos sellos discográficos de Scorpions publicaron distintos álbumes recopilatorios; por ejemplo, Deadly Sting: The Mercury Years (1997), Big City Nights (1998) y Hot & Slow: Best Masters of the 70's (1998). De estos compilados destacó Gold - The Ultimate Collection de EMI Records, editado solo en Asia para aprovechar el éxito comercial que estaba tenido la banda en los países del Sudeste asiático.
La experimentación llegó a su punto máximo con Eye II Eye, publicado el 9 de marzo de 1999. Con el objetivo de «explorar horizontes diferentes», este disco cuenta con una composición más personal sobre temas como la autoestima, la autoconciencia, la inseguridad o el karma. Por su parte, la música posee un casi nulo protagonismo de la guitarra eléctrica y en ciertas canciones hay elementos de pop rock, dance-rock, rap y uso de loops. Definido por Andres Palmer, de The Village Voice, como un «techno-rocking», Eye II Eye recibió críticas mayormente negativas; por ejemplo, Malcolm Dome de Classic Rock lo consideró un «desastre de pop rock», mientras que el autor Daniel Bukszpan lo nombró una atrocidad, porque era un «intento fallido de electrónica».

### Proyectos paralelos:Moment of GloryyAcoustica

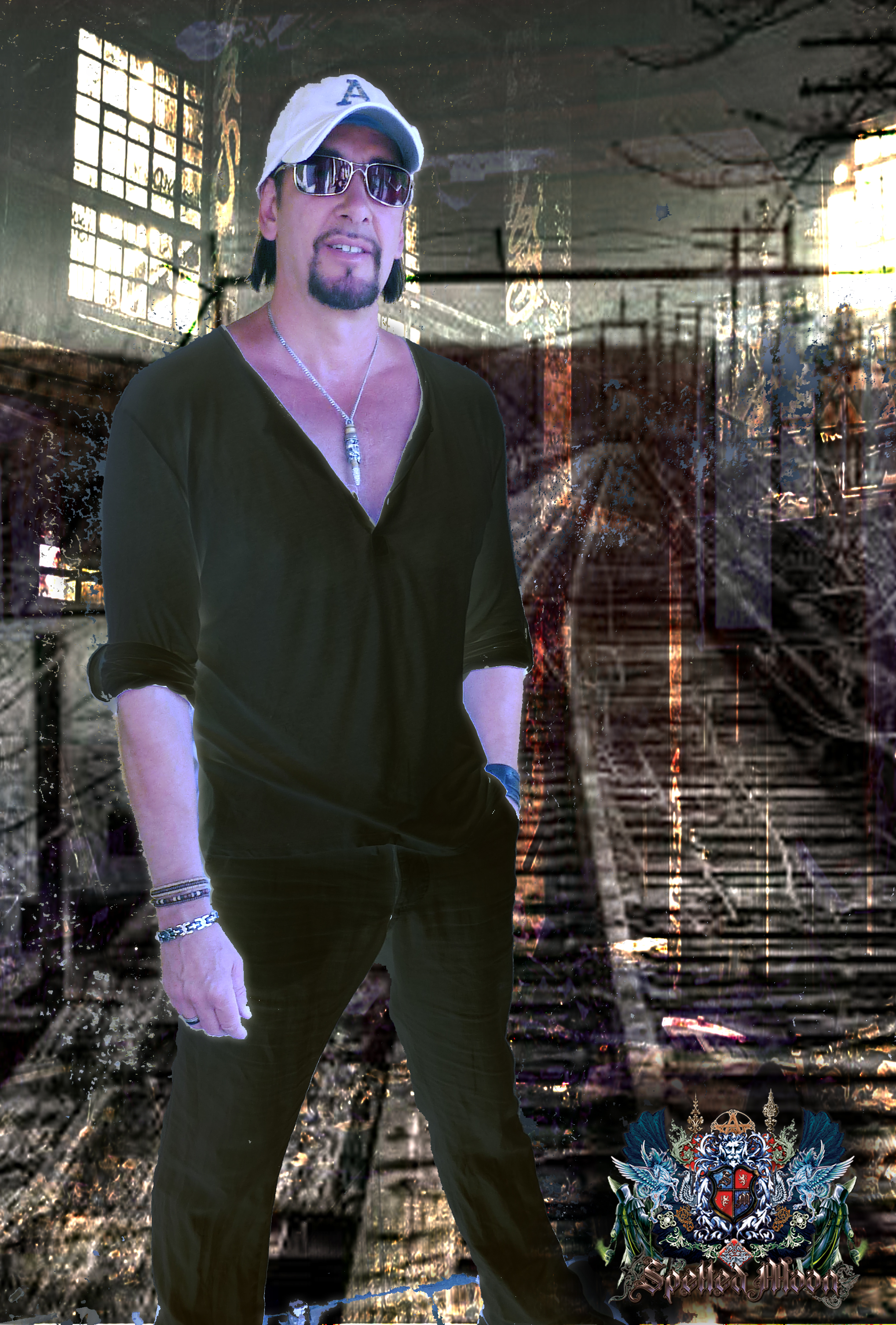
Ralph Rieckermann fue bajista de la banda entre 1992 y 2003

En 1995 la Orquesta Filarmónica de Berlín escogió a Scorpions para cocrear un crossover que unificara la música clásica con la popular. La colaboración llegó a los oídos de Gerhard Schröder, por aquel entonces ministro-presidente de Baja Sajonia y futuro canciller de Alemania, que le propuso a la banda ser parte de la EXPO 2000 que se iba a realizar en Hannover en el año 2000. Por ese motivo, tras consultarle a la filarmónica, decidieron presentar el proyecto en esa exposición universal. Moment of Glory, publicado como álbum de estudio el 19 de junio de 2000 y presentado en vivo en Hannover de manera oficial el 22 del mismo mes, presenta varias canciones de Scorpions arregladas en formato sinfónico. A pesar de que recibió críticas por parte de los ejecutivos de la filarmónica, como el director Claudio Abbado y el mánager Elmar Weingarten, el proyecto logró la tercera posición en la lista musical alemana y en el mismo año la Bundesverband Musikindustrie (BMVI) lo certificó con un disco de oro, por vender más de 150 000 copias en Alemania. Para 2009, se calculó que la venta a nivel mundial bordeaba el millón de unidades.
Después del lanzamiento de Moment of Glory, existió un positivo estado anímico de probar con proyectos paralelos. Así que a mediados de 2000 la banda, junto con el director de orquesta Christian Kolonovits, comenzaron a arreglar varias canciones en formato acústico para publicar un álbum unplugged. Registrado en tres presentaciones en vivo dados en Lisboa (Portugal) en febrero de 2001, el 14 de mayo del mismo año se publicó Acoustica. Si bien recibió reseñas mixtas por parte de la prensa especializada, logró un positivo éxito comercial, sobre todo en el Sudeste asiático, pues hasta agosto de 2001 se había comercializado 25 000 copias en Malasia, 50 000 en Indonesia y 70 000 en Tailandia.

### El regreso alrockpesado:UnbreakableyHumanity: Hour I

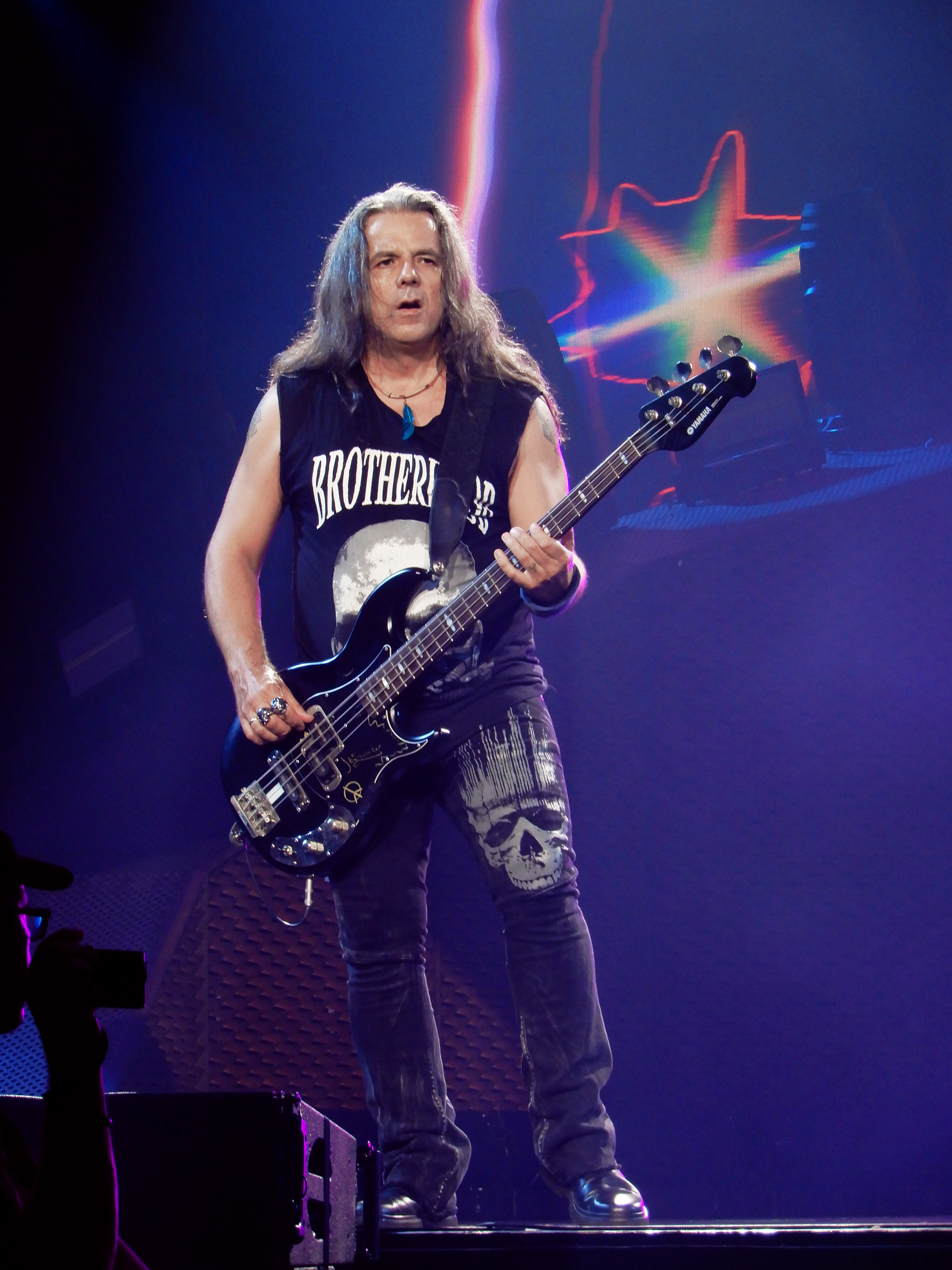
El bajista polaco Paweł Mąciwoda ingresó a Scorpions en 2004.

En 2002, Scorpions publicó el álbum recopilatorio Bad for Good: The Very Best of Scorpions, en cuya lista de canciones contó con dos pistas exclusivas: «Bad for Good» y «Cause I Love You». Ambas las registraron con su otrora productor Dieter Dierks, lo que marcó la primera colaboración con el alemán desde Savage Amusement de 1988. En ese mismo año la banda realizó una gira mundial, de la cual destacó un tramo por los Estados Unidos junto con Deep Purple y Dio, y un extenso tour de un mes por Rusia. Al año siguiente, hicieron otra gira más, en esta ocasión tocaron por los Estados Unidos junto con Whitesnake y Dokken, y terminó el 6 de diciembre de 2003 en la Plaza Roja de Moscú. Gracias a la colaboración con Dierks en el recopilatorio y al recibimiento de sus fanáticos en los conciertos, los músicos se motivaron para volver al rock pesado con un nuevo álbum de estudio lo más pronto posible.
En el entretanto, Ralph Rieckermann renunció para enfocarse en su carrera como compositor de bandas sonoras de películas, labor que había iniciado en 1999 a la par con su estadía en Scorpions. Por esa razón, para la grabación del nuevo álbum no contaban con un bajista, así que al inicio del proceso Jabs tuvo que interpretar la línea de bajo de las canciones. Aunque hubo pretensiones de incorporar a Jeff Pilson o Jimmy Bain, un asistente de Schenker le recomendó al polaco Paweł Mąciwoda. El 3 de mayo de 2004 salió al mercado Unbreakable, que posee un sonido «fijado hacia un hard rock excelente y variado como en los viejos tiempos», de acuerdo con la edición alemana de Metal Hammer. El décimo quinto álbum de estudio logró buenas posiciones en las listas musicales europeas; por ejemplo, se situó en el primer lugar en la griega, el segundo en la checa y el cuarto en la alemana. Durante el Unbreakable World Tour, algunos exmiembros de la banda tocaron en algunos conciertos; de hecho, Uli Jon Roth, Michael Schenker y Herman Rarebell participaron de la presentación de 2006 en el festival Wacken Open Air, que en 2008 salió a la venta en DVD bajo el título Live At Wacken Open Air 2006.
En 2006 Scorpions inició la búsqueda de un productor para realizar otro álbum de estudio y escogió a Desmond Child. El estadounidense le propuso crear un álbum conceptual basado en una historia creada por él y el artista visual Liam Carl, sobre un mundo destrozado por una guerra civil entre humanos y robots. Publicado el 14 de mayo de 2007 por la empresa conjunta Sony BMG, Humanity: Hour I posee canciones que tratan sobre la faceta oscura y la esperanzadora de la humanidad. El álbum recibió críticas variadas; por ejemplo, se valoraron positivamente la calidad vocal de Meine, el sonido actualizado de la banda, la producción y el concepto, pero se criticó la intervención de compositores externos y algunas letras de las canciones.

### Sting in the Taily la gira Get Your Sting and Blackout

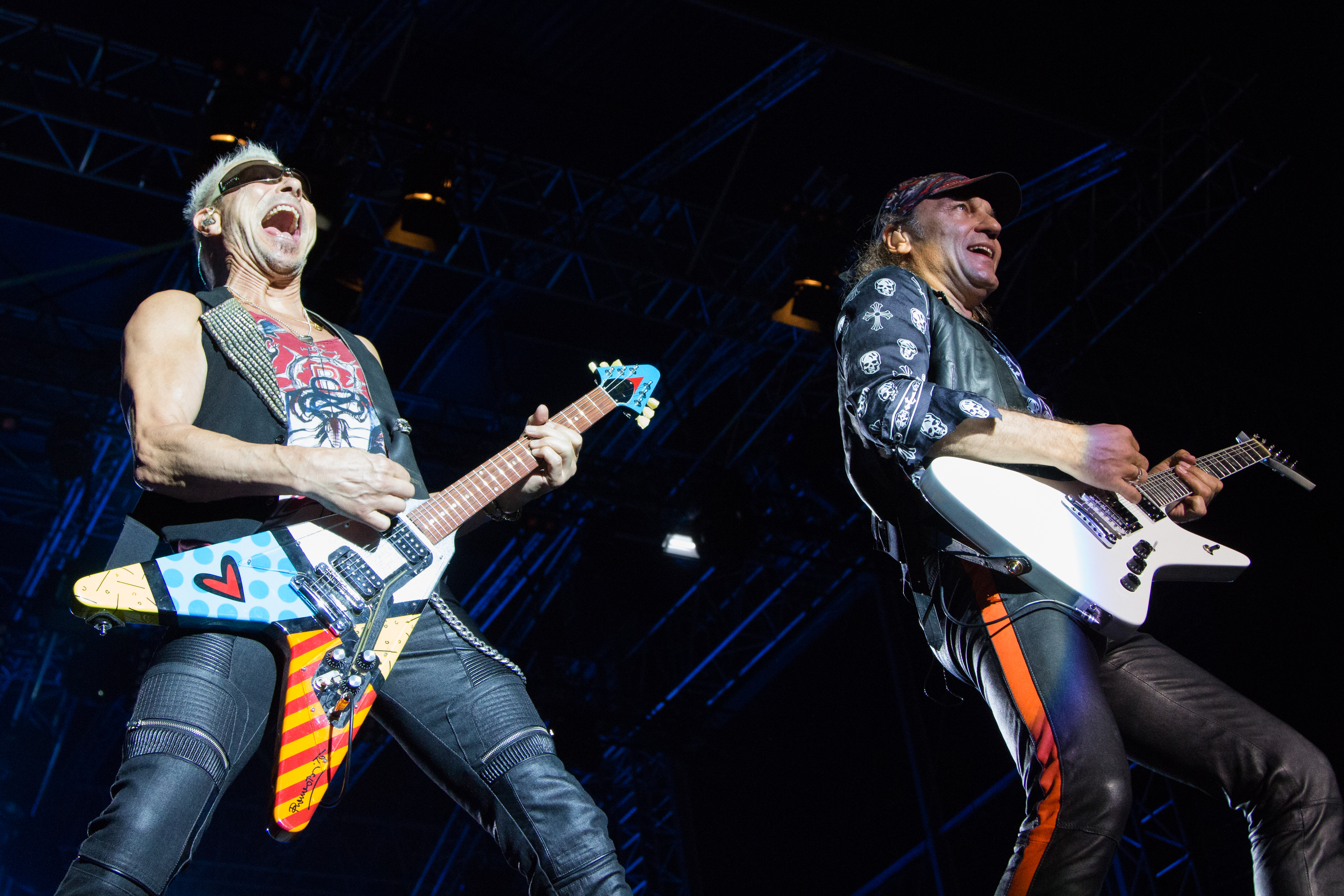
Rudolf Schenker y Matthias Jabs en 2014.

El 24 de enero de 2010, la banda informó a través de su página web que lanzarían en marzo su último álbum de estudio llamado Sting in the Tail. Este fue promocionado por una extensa serie de conciertos denominada Get Your Sting and Blackout World Tour, que sería la gira de despedida y que hasta ese entonces se especulaba que tenía fechas confirmadas hasta 2013. A mediados de 2011, confirmaron la extensión de los conciertos con la gira The Final Sting, que los llevó a varios países hasta 2013. A lo largo de tres años de presentaciones a lo ancho del mundo, tuvieron a varias bandas como teloneras entre ellas Ratt, Cinderella, Vince Neil, Dokken, Queensrÿche y Tesla, las alemanas Edguy y Eisbrecher y los franceses Karelia y The Electric Ducks, entre otras.
Además y en 2011, editaron algunos lanzamientos discográficos como el disco de versiones y de regrabaciones Comeblack, publicado en noviembre del mismo año. y el DVD en vivo de una presentación celebrado en Sarrebruck, Alemania, que se denominó Live 2011: Get Your Sting and Blackout, que además se editó en blu-Ray y en 3D convirtiéndose en una de las primeras bandas de rock en lanzar un material en este último formato.
En febrero de 2012 en su sitio oficial anunciaron la exposición especial de la banda en el Rock-Pop Museum de Gronau en Alemania, la que se llamó Rock You Like a Hurricane. Una exposición que mostró sus instrumentos, los discos de oro y platino, los regalos de los fanáticos, prendas de vestir, fotografías, filmaciones y la historia de la banda en un cine con última tecnología y en 3D. Por otra parte, el 12 de junio de 2012 y a través de una entrevista al diario The Arizona Republic, Matthias Jabs confirmó que la banda no se separaría y que ya tenían nuevos proyectos en mente. Uno de ellos fue el concierto en vivo para la MTV Unplugged, que realizaron durante tres noches en el anfiteatro del Monte Licabeto en Atenas. Dicha presentación se publicó en 2014 bajo el título de MTV Unplugged - Live in Athens, que incluyó versiones acústicas de varias de sus canciones, como también algunos temas escritos especialmente para la producción.

### La celebración del 50° aniversario

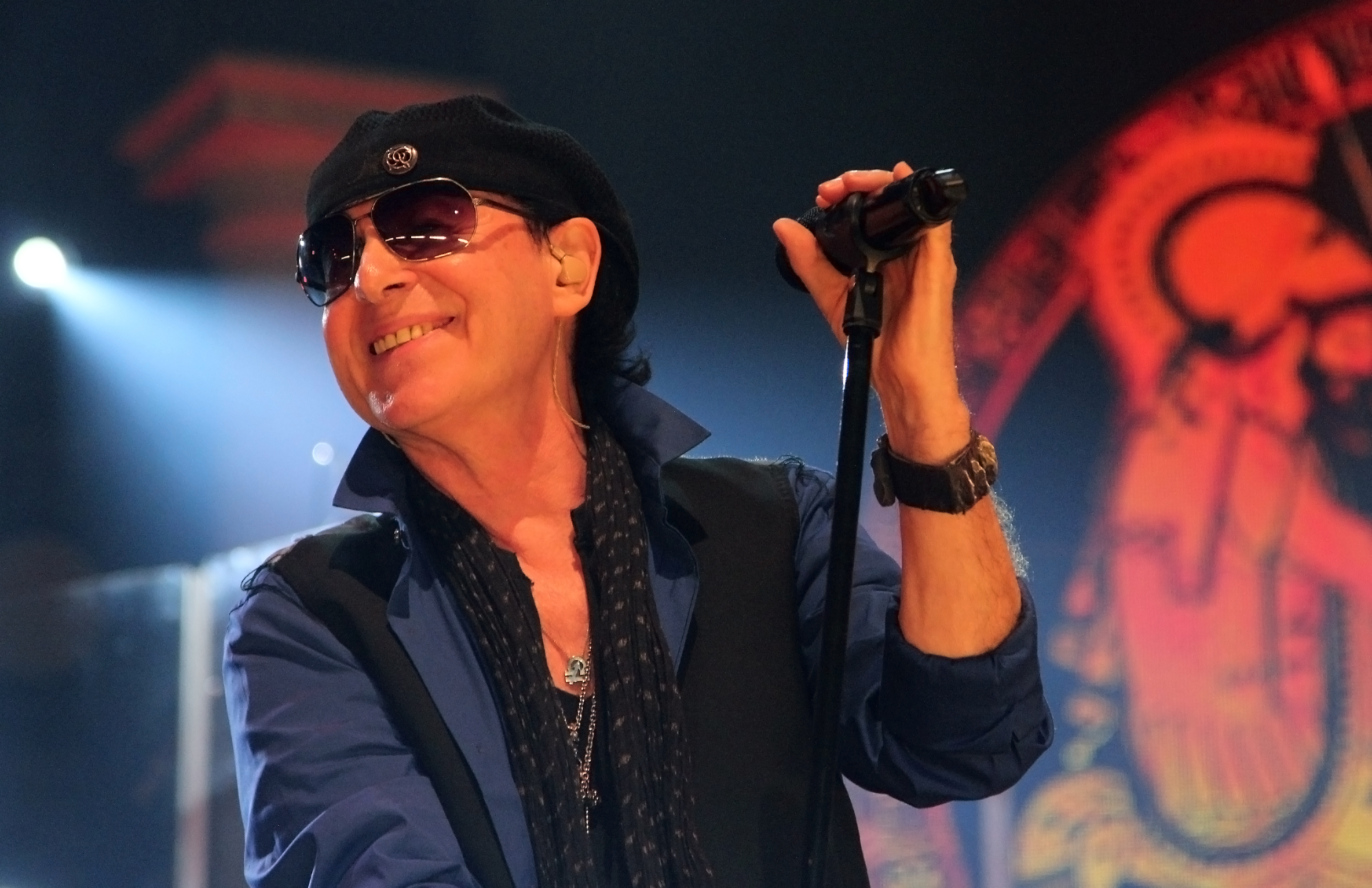
Klaus Meine durante la grabación del MTV Unplugged - Live in Athens.

Tras culminar la tercera parte de la gira Get Your Sting and Blackout en 2014, la cual denominaron Rock 'n' Roll Forever Tour, anunciaron que celebrarían su 50° aniversario con una serie de sorpresas para sus fanáticos durante el 2015. El 20 de febrero del mismo año lanzaron su decimoctavo álbum de estudio, Return to Forever, que incluyó canciones y maquetas inconclusas de sus anteriores álbumes, y material nuevo escrito en 2011 y 2014. Por otro lado y desde el año 2011, sus integrantes anunciaron la grabación de un documental sobre la historia de la banda, que en un principio se llamaría Big City Nights: The Scorpions Story y que se esperaba presentarse en el Berlinale de 2013. Finalmente se estrenó en el Festival de Cine de Berlín en febrero de 2015, bajo el nombre de Forever and a Day y que contó con una alfombra roja donde participaron la banda, Katja Von Garnier directora del proyecto y algunos ejecutivos de Deutsche Welle, productora del documental.
El 1 de mayo de 2015 dieron inicio a la gira 50th Anniversary Tour, con la cual celebraron sus cincuenta años de carrera y que a su vez sirvió de promoción para su disco Return to Forever. Por su parte, en noviembre del mismo año remasterizaron ocho de sus álbumes editados entre 1977 y 1988, las cuales incluyeron pistas adicionales, maquetas, registros en vivo y en ciertos casos, grabaciones en video. El 28 de abril de 2016 se anunció la participación del baterista Mikkey Dee para tocar en 14 conciertos por los Estados Unidos, debido a que James Kottak inició un tratamiento médico para mejorar su salud. No obstante, su participación se extendió para el resto de las fechas de 2016, hasta que el 12 de septiembre la banda anunció en sus redes sociales que James Kottak decidió renunciar a Scorpions para enfocarse en la fase final de su curación. Debido a ello, Dee fue anunciado como el nuevo baterista permanente de la banda.

### Gira Crazy World 2017-2020 yRock Believer
El 18 de enero de 2017, Scorpions fue uno de los primeros artistas incluidos en el Salón de la Fama del Metal, división creada por la organización estadounidense D.A.D, por su contribución al género musical. Más tarde, en junio del mismo año iniciaron la gira Crazy World Tour 2017-2020 que inicialmente solo contemplaba presentaciones hasta diciembre de 2017. Sin embargo, debido al éxito esta se extendió hasta marzo de 2020. Para julio del mismo año estaba planeada hacer una residencia en Las Vegas, pero debido a la pandemia de COVID-19 se canceló debido a las restricciones sanitarias. Inspirada por la contingencia de dicha pandemia, el 28 de abril de 2020 publicaron el tema «Sign of Hope» a través de su cuenta en Youtube. Tres meses después comenzaron a trabajar en un nuevo álbum de estudio junto con el productor Greg Fidelman, de manera remota por medio de la plataforma Zoom. No obstante, en marzo de 2021 Mikkey Dee confirmó en una entrevista que no pudieron seguir trabajando con Fildeman, puesto que él no podía viajar a Hannover como ellos tampoco podían ir a Los Ángeles por las restricciones generadas por la pandemia.
El 29 de septiembre se anunció el título del decimonoveno disco, Rock Believer, el cual saldrá a la venta el 11 de febrero de 2022. Además, en el comunicado se confirmó la realización de la residencia cancelada en Las Vegas y una gira europea con Mammoth WVH como teloneros.

## Legado e influencias

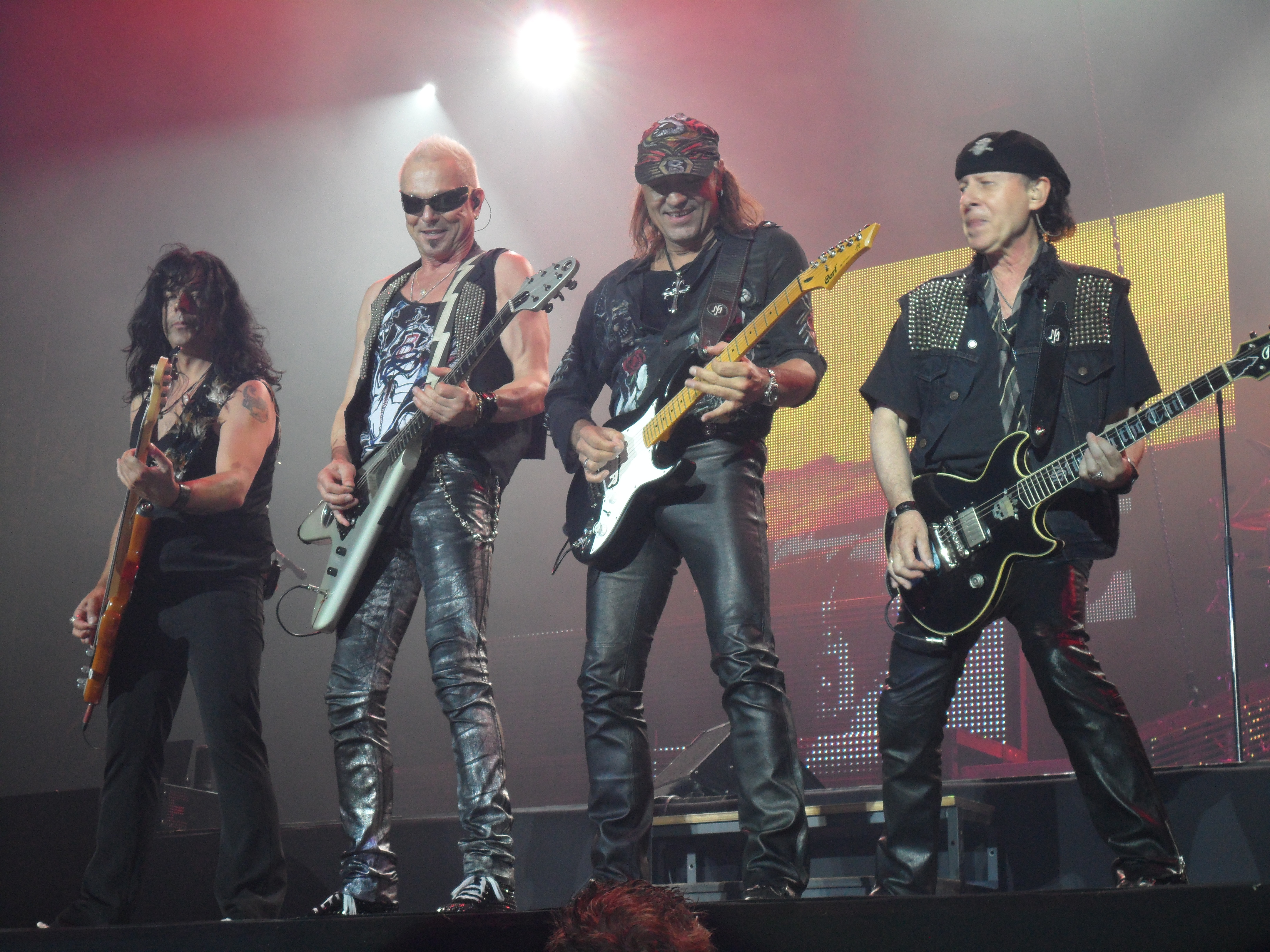
Scorpions en el festival de música "Graspop Metal Meeting" (2024)

### Influencias
Scorpions ha sido influenciado por varias bandas de la década de los sesenta entre ellas Black Sabbath, Deep Purple, Led Zeppelin, Cream, Golden Earring, Jimi Hendrix y Uriah Heep, entre otras. Además y con el lanzamiento de Comeblack, versionaron a varias agrupaciones que escuchaban cuando eran jóvenes como The Beatles, The Rolling Stones, Small Faces, The Kinks y T. Rex, entre otras.
A su vez, ellos han influenciado a otros tantos grupos siendo una de las más influyentes en la música rock. Es la única agrupación proveniente de Alemania que ha influido en la escena glam metal y hard rock de los ochenta, principalmente a las bandas Cinderella, Dokken, Skid Row, Hanoi Rocks, Mötley Crüe, Bon Jovi, W.A.S.P., L.A. Guns, Tesla, Yngwie Malmsteen, Ratt, Dio y Spinal Tap. También han sido influyentes para el movimiento de la nueva ola del heavy metal británico de finales de los setenta y principios de los ochenta principalmente a sus mayores exponentes como Def Leppard, Motörhead, Iron Maiden y Saxon. Otras bandas del hard rock y heavy metal que han reconocido la influencia de Scorpions son los finlandeses Sturm und Drang, los británicos Marshall Law The Company of Snakes, The Darkness, The Wildhearts, y Heavy Metal Kids, los estadounidenses Fozzy, Thickliquid, y Satanicide, entre otras. Además han influido a otras bandas de otros géneros como el power metal como Angel Dust, y Grave Digger, también al thrash metal como Metallica y Sodom, y al rock cristiano como Agnes, entre otras.

### Legado
Scorpions ha vendido más de 100 millones de copias en todo el mundo, aunque hay medios que estiman las ventas en 160 millones, lo que los convierte en la banda de rock más importante de Alemania y de Europa Continental. Adicional a ello, acabaron de cierta manera con el poderío de que solo las bandas anglosajonas, principalmente inglesas y estadounidenses podían hacer buen rock. Muchas de las posteriores agrupaciones alemanas como Rammstein, Edguy, Helloween y Accept principalmente, han destacado el esfuerzo y el trabajo de Scorpions por exaltar el rock «made in germany». Como dato la revista Rolling Stone los llamó «los héroes del heavy metal» y fueron los primeros en ganar en la categoría mejor grupo nacional en los premios alemanes premios Echo en 1992.
Han sido considerados pioneros y grupo clave del hard rock y uno de los mayores exponentes del desarrollo del heavy metal durante los años setenta y ochenta. Sus canciones han sido versionadas por otras bandas y artistas del metal y el rock para algunos discos tributos, siendo el más importante el álbum A Tribute to the Scorpions con grupos como Sonata Arctica, Helloween, Tankard, Therion, Stratovarius y Sinergy entre otras. Otro artista que ha reconocido la influencia de la banda y su fanatismo a esta, es el exguitarrista de Dokken, George Lynch, que en conjunto a algunos vocalistas del glam metal de los ochenta como por ejemplo Kevin DuBrow, John Corabi, Kelly Hansen y Paul Shortino realizaron el disco tributo Scorpion Tales en 2008.
Otras bandas que han versionado sus canciones y que se han publicado en sus respectivos discos, generalmente como pista adicional o interpretado en los shows en vivo han sido: Children Of Bodom («Don't Stop at the Top»), Testament («The Sails of Charon»), Firewind («Pictured Life»), Arch Enemy («The Zoo»), Exodus («Don't Make no Promises»), Mastercastle («Alien Nation»), Bon Jovi («Rock You Like a Hurricane»), System of a Down («When the Smoke is Going Down»), Pain of Salvation («Yellow Raven»), y Stryper («Blackout»), solo por nombrar algunos. Cosa aparte son las versiones que han realizado el cantante de Judas Priest, Rob Halford, que versionó la canción «Blackout» en un show en vivo. y el vocalista de Iron Maiden, Bruce Dickinson, que versionó la canción «The Zoo» la que se incluyó en el disco ECW: Extreme Music.
Algunas de las canciones de la banda han entrado en la mayoría de las listas sobre grandes hits, por ejemplo la revista Billboard en su lista los 100 éxitos del hard rock colocó las canciones «Still Loving You», «Rock You Like a Hurricane», «Rhythm of Love» y «No One Like You». El canal de televisión VH1 situó a «Rock You Like a Hurricane» en el puesto 18 de su lista las 100 grandes canciones del hard rock. Mención aparte es la canción «Wind of Change», la power ballad más exitosa de la banda y que solo en Alemania se situó 55 semanas consecutivas en las listas de popularidad de aquel país, siendo 11 de ellas como número 1. Esto le ha valido a la canción ser por más de 15 años el sencillo con más semanas en la lista alemana y actualmente figura en el puesto 97. Sin embargo por cantidad de semanas en el chart, debería poseer el puesto 3. Referido a esto, en 2009 se estimó que sumando sus discos de estudio, recopilatorios y sencillos la banda ha estado un total de 3147 semanas en los charts de más de 30 países.
A lo largo de su extensa carrera, han tenido millones de fanáticos y seguidores a lo ancho del mundo. Entre ellos han figurado algunos músicos del rock como Alejandro Silva, Billy Corgan de Smashing Pumpkins, Kirk Hammett de Metallica, Dave Mustaine de Megadeth, Andreas Kisser de Sepultura, Joe Satriani, Axl Rose de Guns N' Roses, Jon Bon Jovi y los miembros fundadores de Weezer. También las vocalistas Beth Ditto de Gossip, Tarja Turunen ex Nightwish, Doro, Pink y Shakira siendo esta última fotografiada usando una polera de la banda. De la misma manera los hermanos Van Halen de la banda homónima, quienes en sus primeras presentaciones en los años setenta tocaban las canciones «Speedy's Coming» y «Catch Your Train» pertenecientes a Scorpions. y el fallecido guitarrista Gary Moore que en una presentación de Scorpions en Londres en 1976 le dijo a Rudolf Schenker: «I fucking love your band». Otros famosos que han reconocido abiertamente su fanatismo a la banda han sido el escritor Paulo Coelho, el boxeador profesional ucraniano Wladimir Klitschko, el actor hollywoodense Ben Stiller, el exlíder soviético Mijail Gorbachov, el director de orquesta Christian Kolonovits y el príncipe de Mónaco, Alberto II.
Pero su legado incluso va más allá del mundo de la música. Evidencia de ello es que el equipo profesional de hockey de Hannover, fundado en 1975 como ESC Vedemark, cambió su nombre a Hannover Scorpions en 1996 en honor a los músicos, por ser esta también la ciudad natal de la banda.

## Miembros

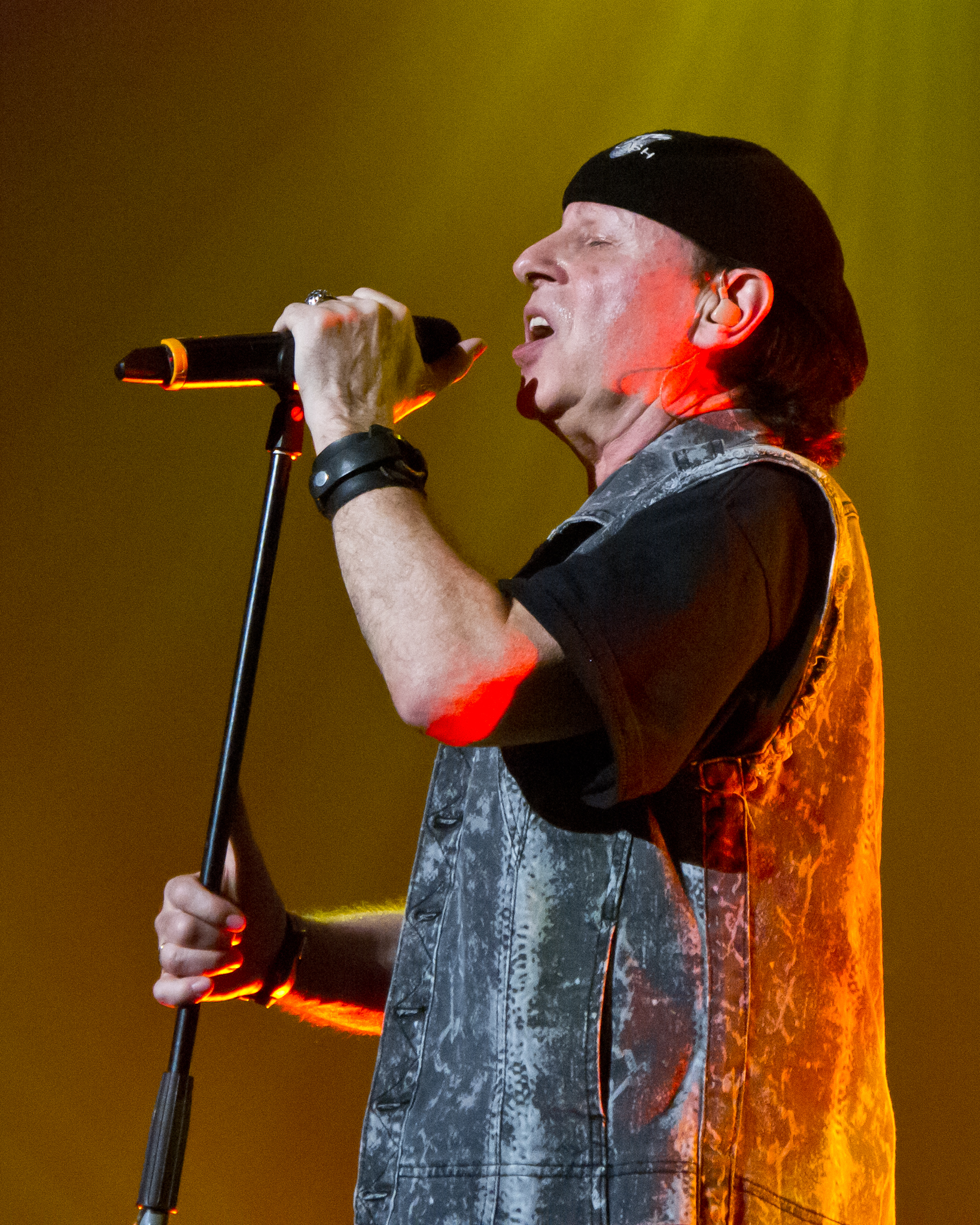
Klaus Meine voz (1969-presente)
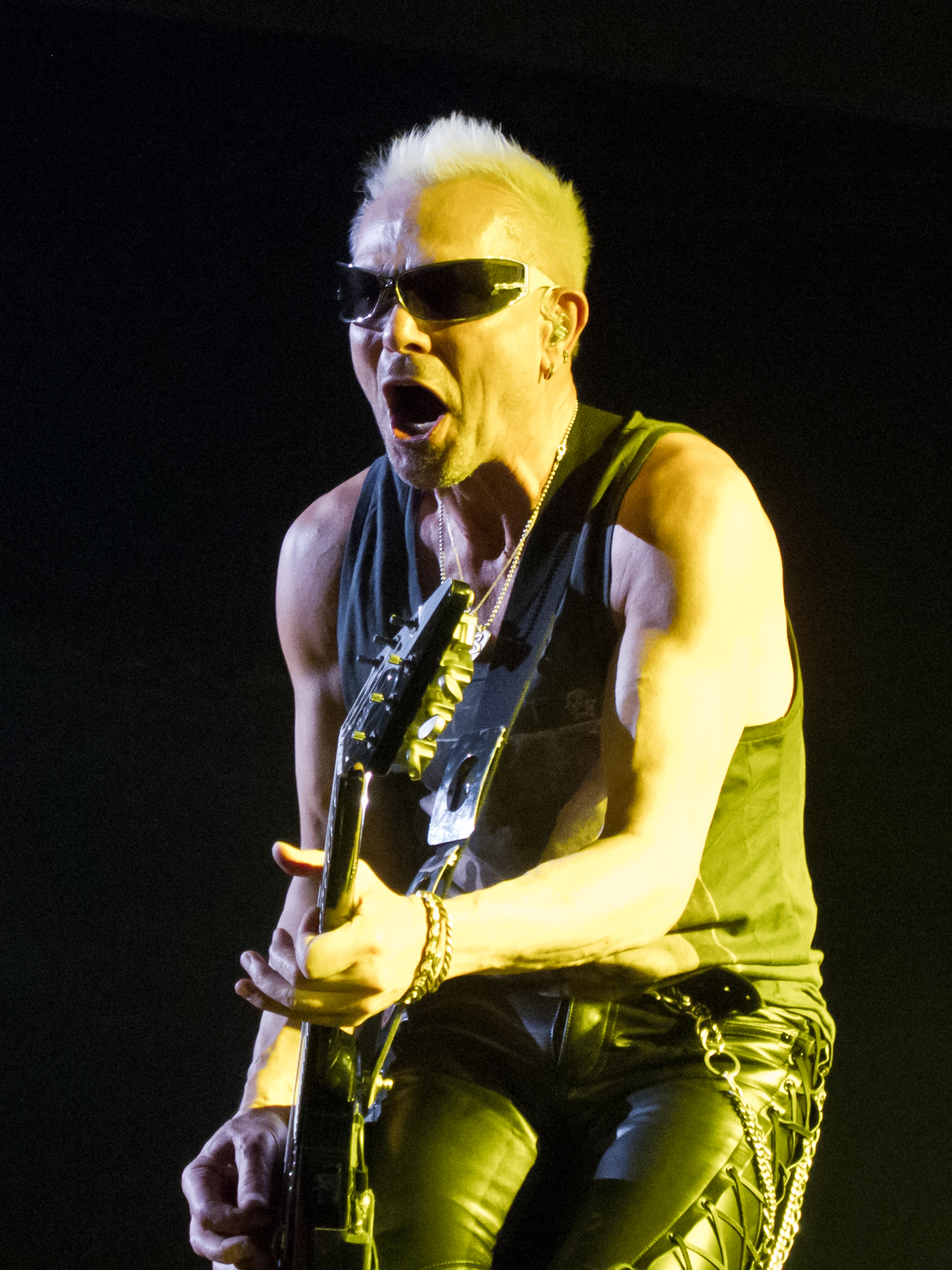
Rudolf Schenker guitarra rítmica (1965-presente)
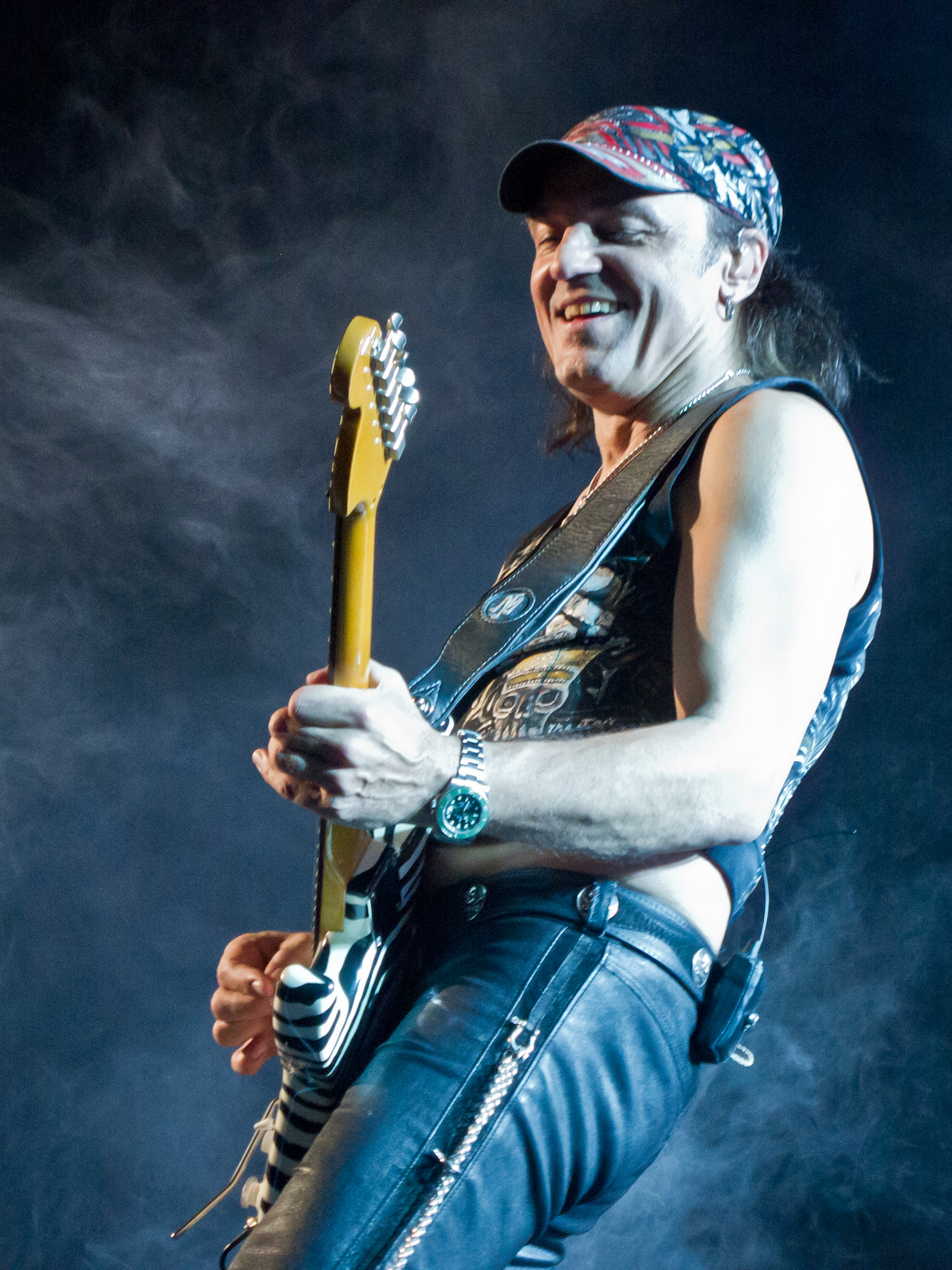
Matthias Jabs guitarra líder (1978-presente)
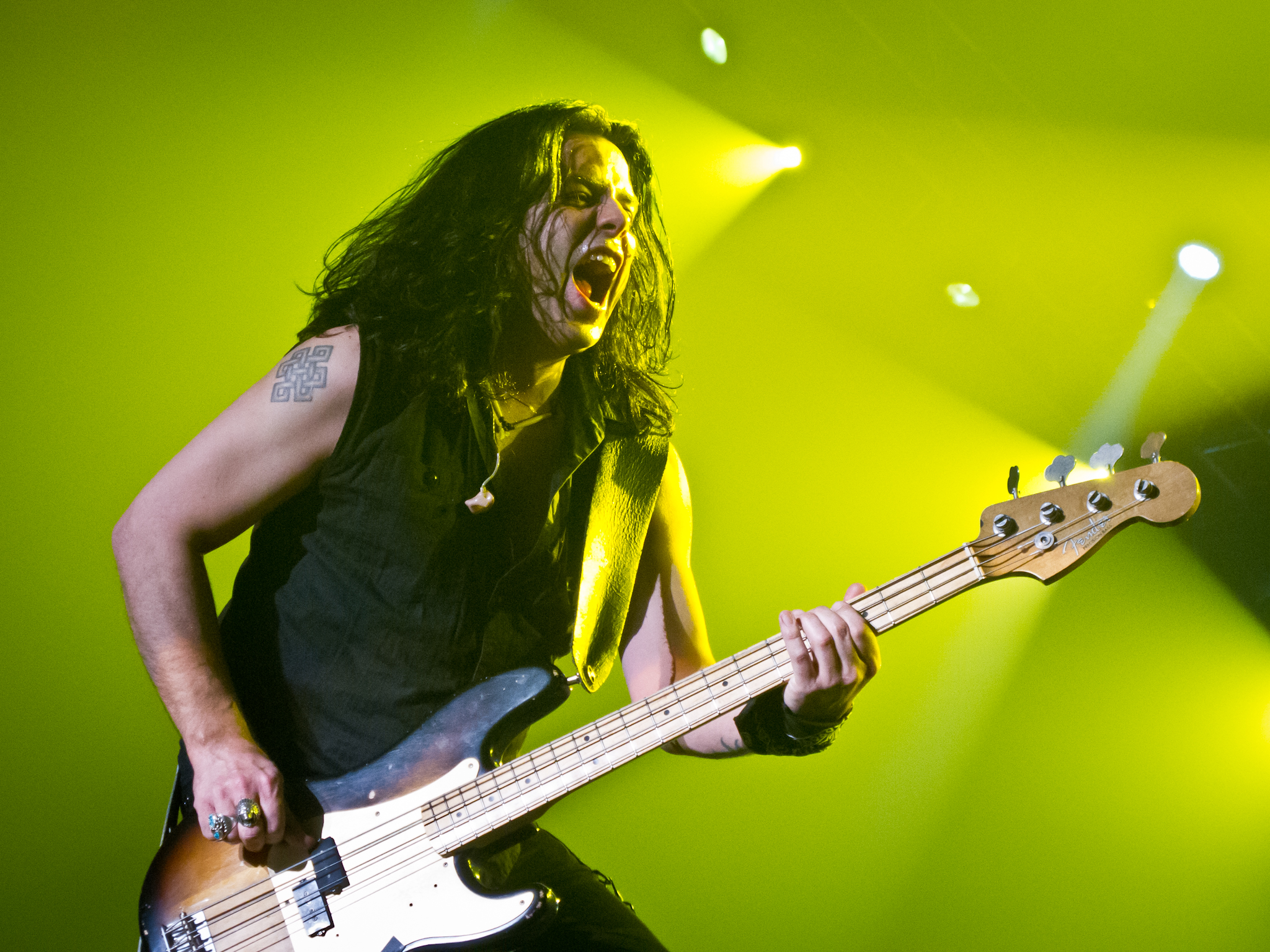
Paweł Mąciwoda bajo (2004-presente)
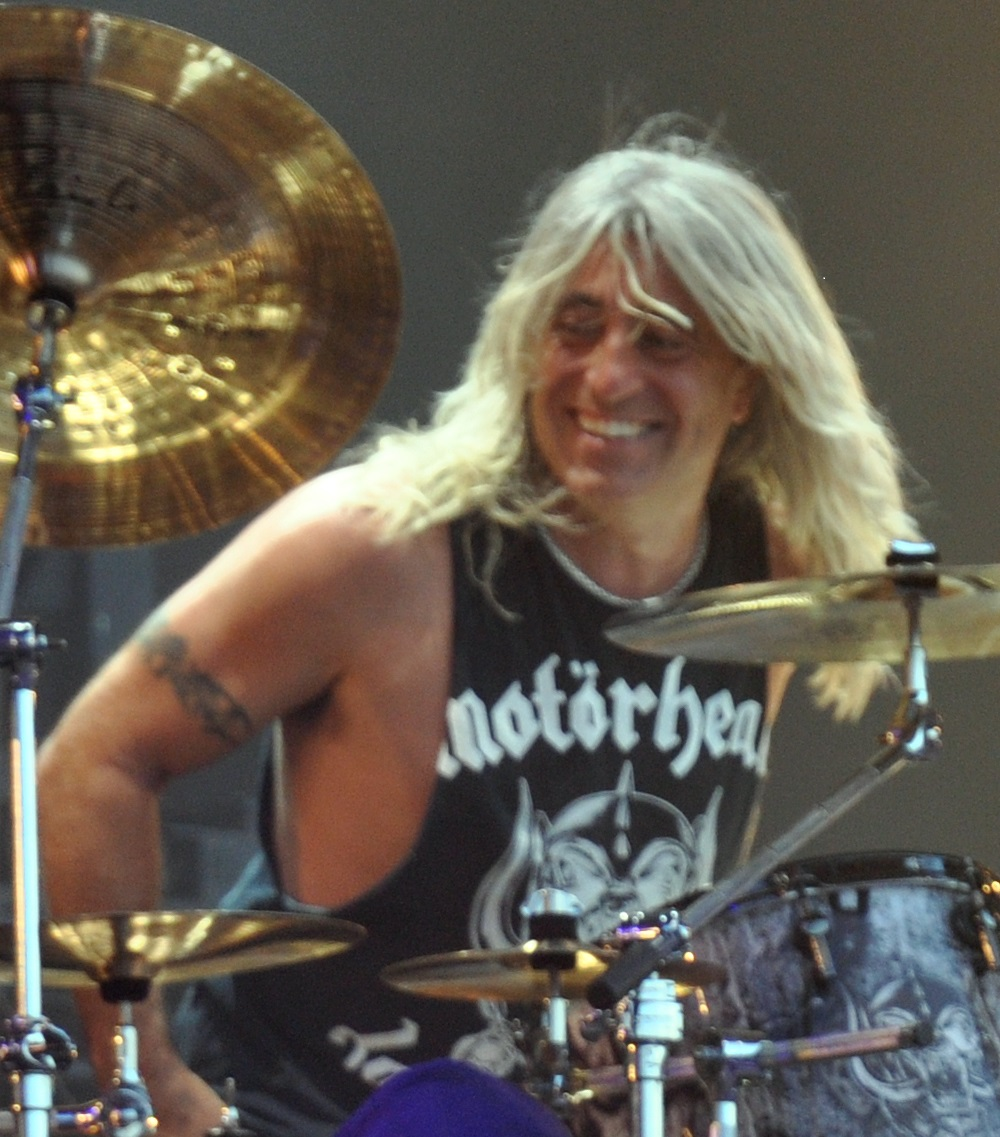
Mikkey Dee batería (2016-presente)

### Antiguos miembros
| - Achim Kirchoff - bajo (1965-1968) (fallecido) - Lothar Heimberg - bajo (1968-1973) - Francis Buchholz - bajo (1973-1992) - Ralph Rieckermann - bajo (1992-2003) - Karl-Heinz Vollmer - guitarra líder (1965-1967) - Michael Schenker - guitarra líder (1969-1973, 1978-1979) - Uli Jon Roth - guitarra líder y voz (1973-1978) | - Wolfgang Dziony - batería (1965-1972) - Joe Wyman- batería (1972-1973) - Jürgen Rosenthal - batería (1973-1974) - Rudy Lenners - batería (1975-1977) - Herman Rarebell - batería (1977-1995) - James Kottak - batería (1996-2016) - Achim Kirschnning - teclados (1973-1975) |

## Discografía

### Álbumes de estudio
| - 1972: Lonesome Crow - 1974: Fly to the Rainbow - 1975: In Trance - 1976: Virgin Killer - 1977: Taken by Force - 1979: Lovedrive - 1980: Animal Magnetism - 1982: Blackout - 1984: Love at First Sting - 1988: Savage Amusement | - 1990: Crazy World - 1993: Face the Heat - 1996: Pure Instinct - 1999: Eye II Eye - 2000: Moment of Glory - 2004: Unbreakable - 2007: Humanity: Hour I - 2010: Sting in the Tail - 2015: Return to Forever - 2022: Rock Believer |

## Giras
Scorpions ha realizado las siguientes giras:
| - 1972-1974 - Lonesome Crow Tour - 1974-1975 - Fly to the Rainbow Tour - 1975-1976 - In Trance Tour - 1976-1977 - Virgin Killer Tour - 1977-1978 - Taken by Force Tour - 1979 - Lovedrive Tour - 1980 - Animal Magnetism Tour - 1982-1983 - Blackout Tour - 1984-1986 - Love at First Sting Tour - 1988-1989 - Savage Amusement Tour - 1990-1991 - Crazy World Tour - 1993-1994 - Face the Heat Tour - 1996-1997 - Pure Instinct Tour | - 1999 - Eye II Eye Tour - 2000 - Moment of Glory Tour - 2001 - Acoustica Tour - 2002 - Scorpions World Tour 2002 - 2003 - Scorpions World Tour 2003 - 2004-2006 - Unbreakable World Tour - 2007-2009 - Humanity World Tour - 2010-2014 - Get Your Sting and Blackout World Tour - 2015-2016 - 50th Anniversary Tour - 2017-2020 - Crazy World Tour 2017-2020 - 2022-2023 - Rock Believer World Tour - 2024 - Love at First Sting Tour 2024 - 2025 - 60th Anniversary Tour |